# Chantilly
Vous lisez un « article de qualité » labellisé en 2009.
Pour les articles homonymes, voir Chantilly (homonymie).
Chantilly est une commune française située dans le département de l'Oise, en région culturelle et historique de Picardie, administrative Hauts-de-France. Située au cœur de la forêt de Chantilly, dans la vallée de la Nonette, elle se trouve au centre d'une agglomération de 37 039 habitants en 2022. Au dernier recensement de 2022, la commune comptait 10 740 habitants appelés les Cantiliens.
Chantilly est connue pour son château, qui accueille en son sein les collections du musée Condé, et pour sa crème fouettée. Elle est également reconnue au niveau international pour ses activités hippiques : outre son hippodrome, sur lequel se déroulent notamment deux courses hippiques, le prix du Jockey Club et le prix de Diane, la ville et ses environs abritent le plus grand centre d'entraînement de chevaux de course de France.
Intimement liée à la famille de Montmorency du XVe au XVIIe siècle, puis à la famille de Condé du XVIIe au XIXe siècle, Chantilly se développe autour de son château et de ses dépendances. Longtemps constituée de quelques hameaux dispersés autour de son château, elle ne devient paroisse qu'en 1692, et son urbanisme remonte seulement au XVIIIe siècle. Elle devient, au début du XIXe siècle, un petit centre industriel pionnier, notamment dans la production de porcelaine et de dentelle, mais surtout un lieu privilégié de loisirs et de villégiature pour l'aristocratie et le milieu artistique, ainsi que le lieu de résidence d'une communauté anglaise, liée alors au monde du cheval.
Aujourd'hui, la commune, située dans l'aire d'attraction de Paris, voit 40 % de sa population active travailler en Île-de-France et ne présente pas de grandes entreprises sur son territoire. Avec ses centaines de milliers de touristes visitant son château et son parc, ainsi que son musée vivant du cheval, avec ses millions de visiteurs pour sa forêt, la ville se présente comme un des pôles touristiques les plus attrayants du nord de la région parisienne.

## Géographie

### Localisation
La ville est située dans le Bassin parisien, au sud de la région Hauts-de-France à la limite nord de l’aire urbaine de Paris. Elle appartient historiquement à la région du Valois. Chantilly est située à 39 km au sud-est de Beauvais, 79 km au sud d'Amiens, 7 km au sud de Creil et 38 km au nord de Paris.
|           | Saint-Maximin | Vineuil-Saint-Firmin   |
| Gouvieux  | Chantilly     | Avilly-Saint-Léonard   |
| Lamorlaye | Coye-la-Forêt | Pontarmé Orry-la-Ville |

Chantilly est le centre d'une unité urbaine (ou agglomération au sens de l'Insee) regroupant les communes de Avilly-Saint-Léonard, Boran-sur-Oise, Coye-la-Forêt, Gouvieux, Lamorlaye et Vineuil-Saint-Firmin. Avec un peu moins de 37 000 habitants, c'est la 4e agglomération de l'Oise et la 7e de Picardie.

### Topographie et géologie

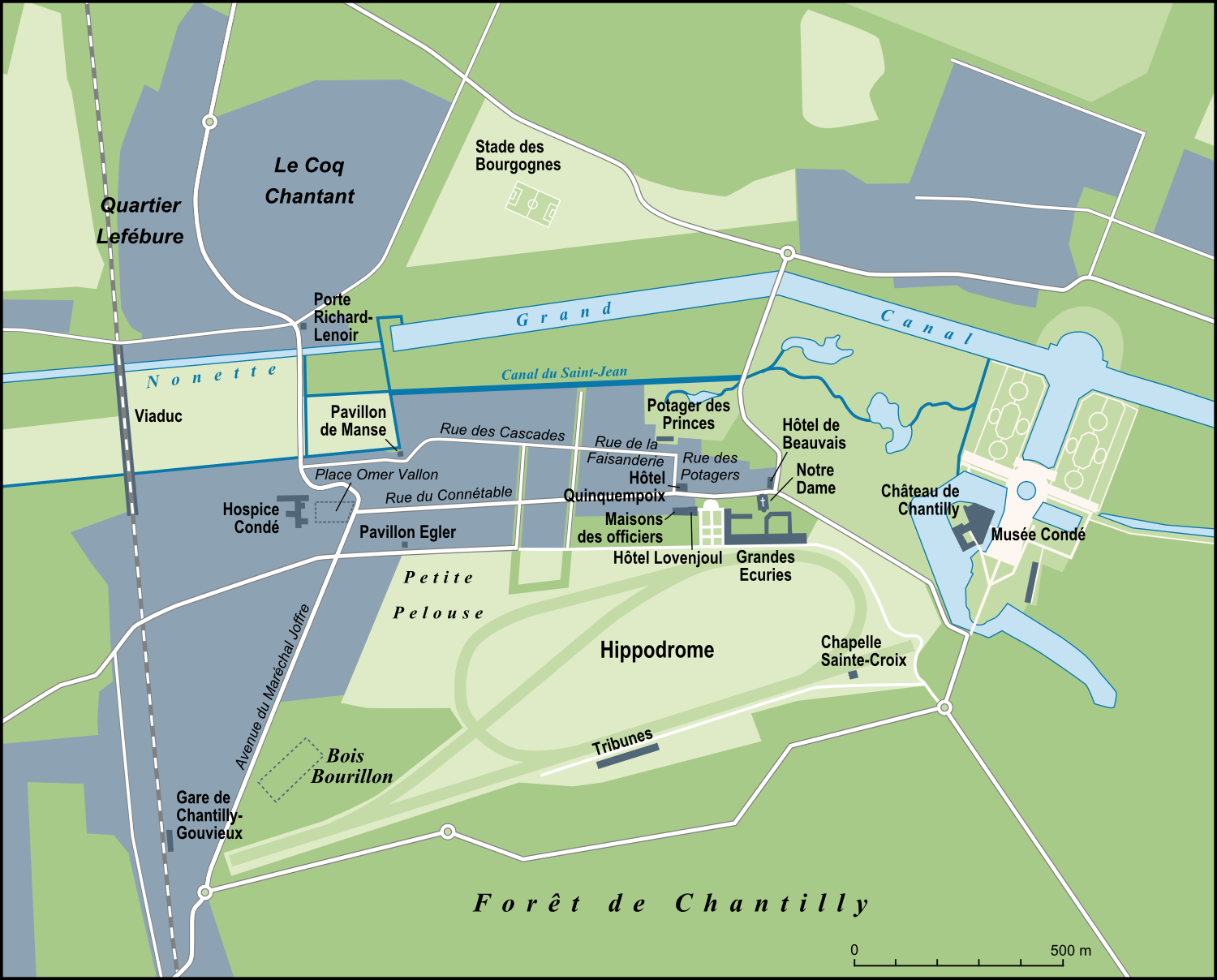
Carte topographique et de localisation du centre de la commune.

La commune se trouve à cheval sur la région naturelle du Parisis septentrional et le Valois occidental dont la rivière, la Nonette, marque la limite. Le site de la ville était à l'origine une clairière ou une prairie appelée aussi « pelouse », qu'occupent actuellement en grande partie les terrains de l'hippodrome. L'espace résiduel, situé entre l'hippodrome et la ville est toujours appelé « petite pelouse ». Le point le plus haut de la commune, 112 m, est situé au bois Larris, en limite de Lamorlaye. Le point le plus bas, 35 m, est situé à la Canardière, sur les bords de la Nonette, en limite de Gouvieux.
Elle est située sur un plateau sédimentaire du Lutétien supérieur sur lequel s'étend la forêt de Chantilly. Ce plateau calcaire est recouvert par des sables créés par les ruissellements et le vent sur une épaisseur de moins d'un mètre. C'est ce sable qui est utile à l'entraînement des chevaux de course en forêt. Ce calcaire du Lutétien peut servir de pierres de taille dans certaines zones de la région. C'est le cas encore de nos jours dans la commune limitrophe de Saint-Maximin ; c'était le cas au XVIIIe siècle à Chantilly. C'est en effet au cours de ce siècle qu'une carrière de pierre est créée sous l'actuel hippodrome pour construire les Grandes Écuries et les maisons des officiers. Cette carrière sert au siècle suivant de champignonnière puis d'abris anti-aériens au cours de la Seconde Guerre mondiale. Appartenant au domaine de Chantilly, elle est ouverte au public de temps à autre.
Les autres formes géologiques présentes sur le territoire de la commune sont les alluvions récentes des fonds de vallée, qui ont été propices, en ce qui concerne la Nonette, à l'aménagement de jardins familiaux au lieu-dit de la Canardière, au pied du viaduc.

### Hydrographie et eau potable

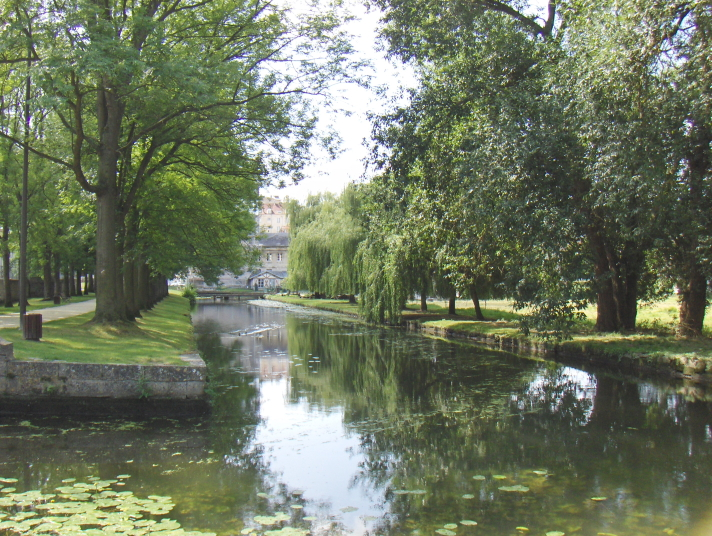
Canal de la Machine en direction du pavillon de Manse.

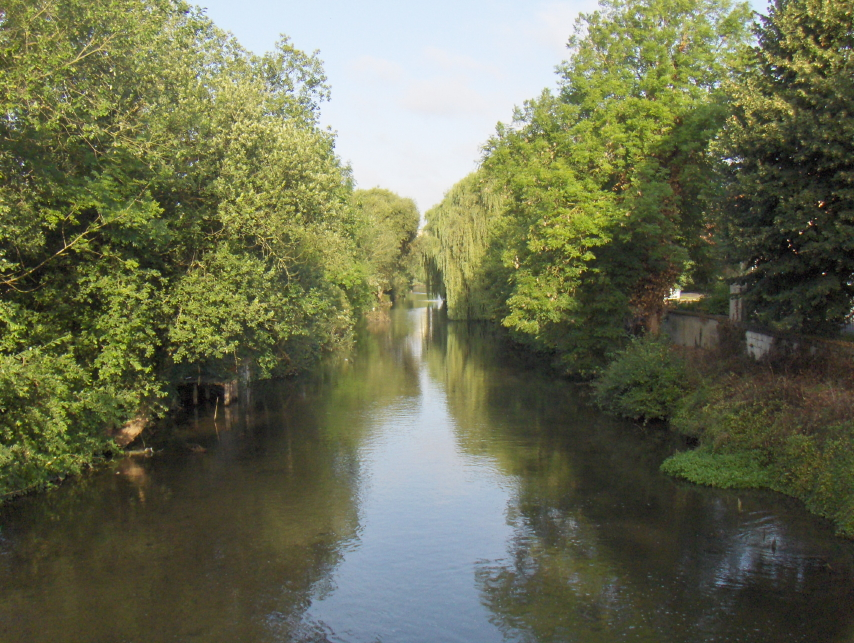
La Nonette à Chantilly vue depuis le pont de la route de Creil.

La commune est bordée à son extrémité sud par la vallée de la Thève, rivière affluent de l'Oise et longue au total de 33 km. Cette vallée est occupée à cet endroit par les étangs de Commelles : ces étangs artificiels ont été créés au XIIIe siècle par les moines de l’abbaye de Chaalis pour en faire des viviers à poissons.
La ville est traversée par la Nonette, rivière rattachée aussi au bassin versant de l'Oise. Longue au total de 41 km, elle est entièrement canalisée sur tout le territoire de la commune. En effet, l'aménagement des jardins du château par André Le Nôtre a nécessité la transformation profonde du cours d'eau à partir de 1663. Le lit mineur de la rivière a été déplacé d'une centaine de mètres vers le nord afin de créer le Grand Canal qui passe devant le château et mesure au total 2,5 km. Dans l'ancien lit mineur, a été aménagé le canal Saint-Jean (du nom d'une ancienne chapelle du XVIe siècle détruite lors de l'aménagement des jardins) sur une longueur de 800 m. La zone de la Canardière, sous l'actuel viaduc, est assainie et la rivière y est canalisée à la même époque. Le canal de la Machine, perpendiculaire aux deux autres et long de près de 300 m, apporte l'eau jusqu'au pavillon de Manse qui servait à alimenter les bassins et cascades des jardins ouest (aujourd'hui disparus) en faisant remonter l'eau jusqu'à un réservoir autrefois situé sur la pelouse. Une partie de ce réservoir existe toujours à proximité de l'hippodrome mais n'est plus alimenté en eau. Une partie de ces aménagements hydrauliques a servi à l'alimentation d'usines situées dans la vallée. La partie des jardins encore existante était approvisionnée par un tout autre système basé sur un aqueduc collecteur venant des environs de Senlis.
Au XVIIIe siècle, une source d'eau minérale est découverte au milieu de la vallée et un pavillon au cœur d'un jardin est construit entre 1725 et 1778 pour permettre d'y venir boire cette eau. Cette source doit être distinguée d'une autre source d'eau ferrugineuse, dite « eau de Chantilly », située, elle, au lieu-dit  la Chaussée à Gouvieux et exploitée à partir de 1882 et jusqu'au début du XXe siècle pour la mise en bouteille (après avoir été gazéifiée).
Au XVIIIe siècle toujours, un système d'approvisionnement en eau potable est déjà mis en place dans la ville par des branchements effectués sur le grand réservoir. En 1823, dix-huit fontaines pour l'usage des habitants sont installées dans la ville aux frais du dernier prince de Condé. En 1895, cet approvisionnement est abandonné pour une nouvelle usine d'eau potable construite dans la commune voisine de Lamorlaye. Celle-ci est alimentée par trois forages situés à Chantilly, Lamorlaye et Boran-sur-Oise puis, une fois traitée, elle est distribuée grâce à deux châteaux d'eau situés sur le Mont de Pô à Gouvieux. Ce réseau est géré par le syndicat intercommunal pour l’amélioration des réseaux d’eau potable (Siparep) qui regroupe Chantilly aux communes de Gouvieux et Lamorlaye et délégué à la société privée Lyonnaise des eaux depuis 1928. En 2009, le prix au mètre cube est de 3,25 € en moyenne.
Le tout-à-l'égout, pour sa part, est installé à partir de 1878, mais limité dans un premier temps au quartier de la rue d'Aumale, de l'hospice Condé et de la rue de Paris (actuelle avenue du Maréchal-Joffre). Il est étendu à toute la ville en 1910 grâce à des subventions de l'État, financées par le biais des taxes sur les paris des courses hippiques. Une usine de traitement des eaux usées est construite à Chantilly en 1969 à la Canardière, puis déplacée à Gouvieux en 2006. Ce dernier réseau est géré par le syndicat intercommunal pour le traitement des eaux de la vallée de la Nonette (SICTEUV) (qui regroupe Apremont, d’Avilly-Saint-Léonard, Chantilly, Gouvieux et Vineuil-Saint-Firmin). Le réseau des eaux usées représente 22 km de canalisations dans la commune.

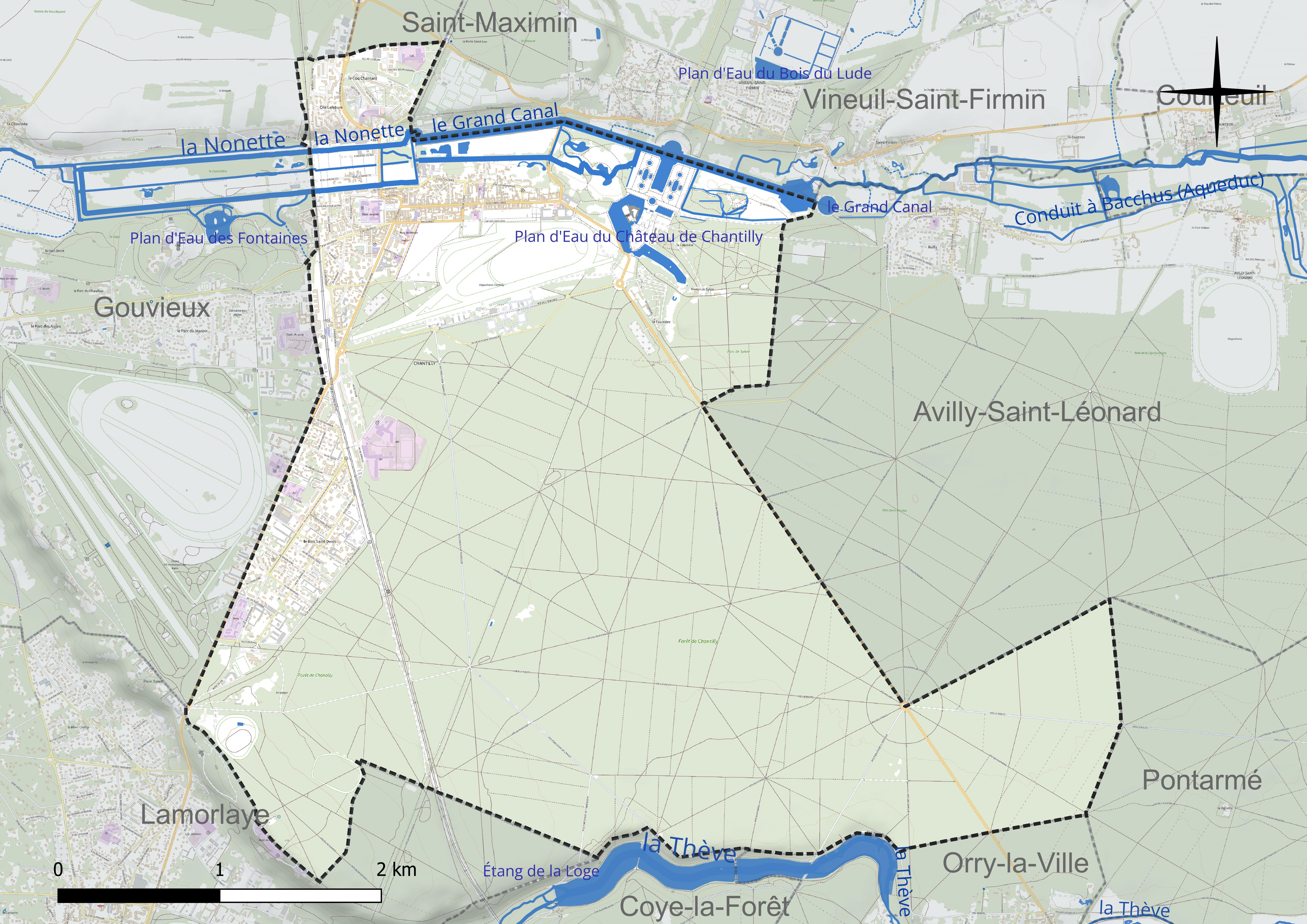
Réseau hydrographique de Chantilly.

### Climat
Pour des articles plus généraux, voir Climat des Hauts-de-France et Climat de l'Oise.
En 2010, le climat de la commune est de type climat océanique dégradé des plaines du Centre et du Nord, selon une étude du CNRS s'appuyant sur une série de données couvrant la période 1971-2000. En 2020, Météo-France publie une typologie des climats de la France métropolitaine dans laquelle la commune est dans une zone de transition entre le climat océanique et le climat océanique altéré et est dans la région climatique Sud-ouest du bassin Parisien, caractérisée par une faible pluviométrie, notamment au printemps (120 à 150 mm) et un hiver froid (3,5 °C).
Pour la période 1971-2000, la température annuelle moyenne est de 11,1 °C, avec une amplitude thermique annuelle de 14,8 °C. Le cumul annuel moyen de précipitations est de 664 mm, avec 10,3 jours de précipitations en janvier et 8 jours en juillet. Pour la période 1991-2020, la température moyenne annuelle observée sur la station météorologique la plus proche, située sur la commune de Creil à 8 km à vol d'oiseau, est de 11,2 °C et le cumul annuel moyen de précipitations est de 662,2 mm,. Pour l'avenir, les paramètres climatiques de la commune estimés pour 2050 selon différents scénarios d'émission de gaz à effet de serre sont consultables sur un site dédié publié par Météo-France en novembre 2022.

## Urbanisme

### Typologie
Au 1er janvier 2024, Chantilly est catégorisée centre urbain intermédiaire, selon la nouvelle grille communale de densité à sept niveaux définie par l'Insee en 2022.
Elle appartient à l'unité urbaine de Chantilly, une agglomération intra-départementale regroupant sept  communes, dont elle est ville-centre,,. Par ailleurs la commune fait partie de l'aire d'attraction de Paris, dont elle est une commune de la couronne,.

### Occupation des sols
L'occupation des sols de la commune, telle qu'elle ressort de la base de données européenne d’occupation biophysique des sols Corine Land Cover (CLC), est marquée par l'importance des forêts et milieux semi-naturels (74,8 % en 2018), une proportion sensiblement équivalente à celle de 1990 (75,2 %). La répartition détaillée en 2018 est la suivante : 
forêts (74,8 %), zones urbanisées (13,7 %), espaces verts artificialisés, non agricoles (11,3 %), terres arables (0,2 %). L'évolution de l’occupation des sols de la commune et de ses infrastructures peut être observée sur les différentes représentations cartographiques du territoire : la carte de Cassini (XVIIIe siècle), la carte d'état-major (1820-1866) et les cartes ou photos aériennes de l'IGN pour la période actuelle (1950 à aujourd'hui).

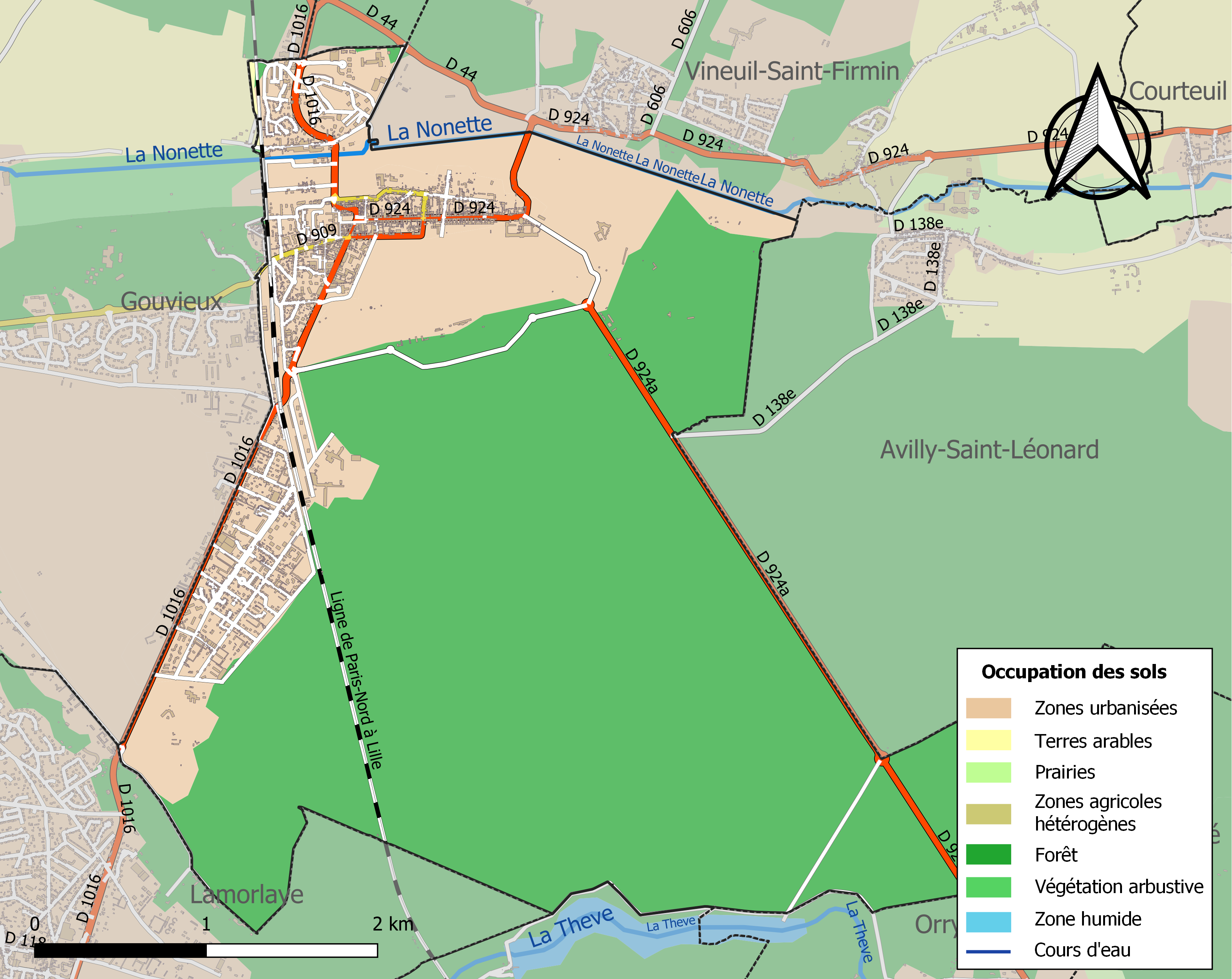
Carte des infrastructures et de l'occupation des sols de la commune en 2018 (CLC).

### Morphologie urbaine

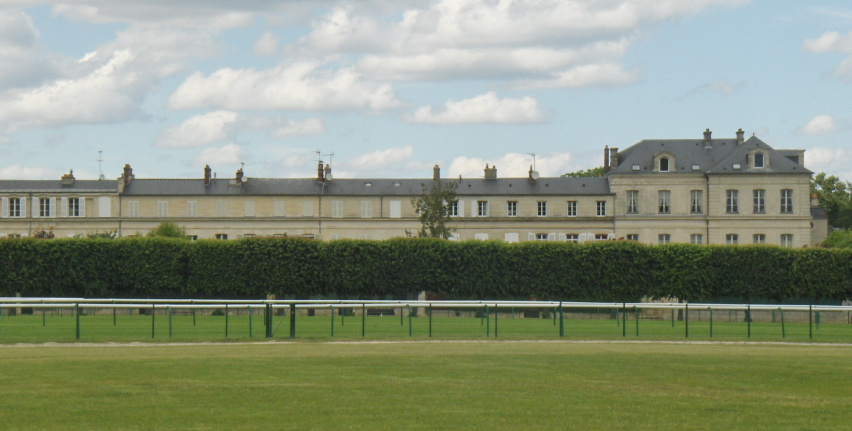
Les maisons des officiers et l'hôtel Lovenjoul à droite, vus depuis la pelouse de l'hippodrome.

L'urbanisme de Chantilly est récent : la ville à proprement parler a moins de 250 ans.
La partie la plus ancienne se trouve de part et d'autre de la rue du Connétable : il s'agit à l'origine de l'allotissement d'une partie du domaine du château. Il débute par la création du lotissement planifié appelé « Maisons des officiers » (actuellement les no 25 à 67 rue du Connétable) à partir de 1727. Le reste du quartier est vendu jusqu'au bout de la rue principale, délimité par l'hospice Condé avant la Révolution française. Après 1799, la ville s'étend sur l'ancienne emprise des jardins avec des rues conservant les noms liés aux différentes parties de ce jardin dont elles reprennent parfois le tracé des allées : rue des Potagers, rue de la Faisanderie, rue des Cascades. La numérotation des rues commence ici symboliquement à partir du château et non à partir de la place Omer-Vallon comme pour les autres quartiers. Cet urbanisme prend la forme de maisons de ville, de petits immeubles du XIXe siècle et autres villas au milieu de jardins. On trouve aussi les traces d'anciennes écuries installées à l'origine de l'hippisme dans la ville au début du XIXe siècle.
Le quartier de l'avenue du Maréchal-Joffre est lié à la route de Paris et l'arrivée du chemin de fer, la gare se trouvant à son extrémité. Il s'agit de petits immeubles et de villas construits aux XIXe et XXe siècles en lien avec la fonction résidentielle qu'acquiert la ville à l'époque. La zone a subi une densification progressive par le remplacement des villas et leurs jardins par la construction de résidences privées ou par la transformation de maisons de maître en logements collectifs.
Les quartiers périphériques de Chantilly sont au nombre de trois :

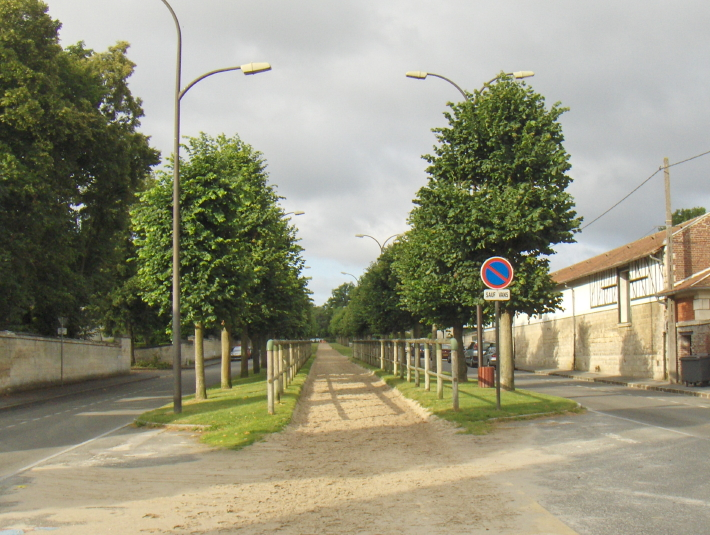
Allée réservée aux chevaux dans l'avenue Marie-Amélie au centre du quartier du Bois Saint-Denis.

- le bois Saint-Denis[18],[19] : au sud de la ville, entre la route de Paris et la ligne de chemin de fer. Sa naissance est liée à l'installation des écuries progressivement éloignées des quartiers du centre-ville en raison de la pression foncière. L'urbanisation se fait par allotissement de parcelles forestières appartenant au duc d'Aumale à partir de 1890. Se trouvant à l'origine sur le territoire de Gouvieux, il est rattaché à la commune de Chantilly en 1928. Le quartier est alors composé d'écuries en briques, de résidences d'entraîneurs et de logements de lads et jockeys. Pendant longtemps presque exclusivement consacré à l'hippisme, il voit un grand nombre d'écuries être progressivement détruites et transformées en immeubles de logement ou de lotissements pavillonnaires à partir des années 1960. Depuis, les règles d'urbanisme protègent de manière spécifique ce patrimoine et ces activités hippiques[20] ;
- le quartier de Verdun se trouve à l'emplacement de l'ancienne gare de chemin de fer destiné aux courses hippiques (voir l'article Gare de Chantilly - Gouvieux), entre la voie ferrée et la forêt. À la fermeture de cette gare vers 1950, les terrains sont utilisés pour la construction d'immeubles de logements, sous la forme de trois édifices en forme de barres et de quatre tours. Ils étaient réservés à l'origine aux cheminots. Une grande partie appartiennent toujours au bailleur social de la SNCF. On trouve à proximité immédiate les deux lycées publics de la ville ;

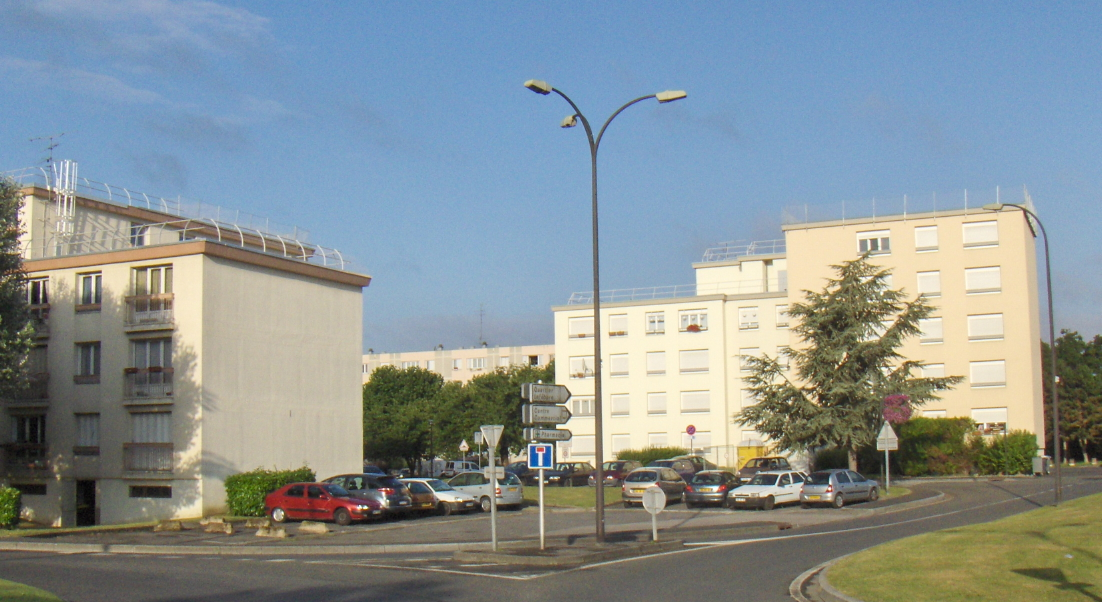
Entrée du quartier Lefébure au nord de la ville.

- les quartiers Nord de la ville se situent de part et d'autre de la route de Creil, sur les terrasses dominant la Nonette. Il s'agit de quartiers constitués de logements collectifs sociaux (le quartier Lefébure), de petits lotissements pavillonnaires et de résidences privées de logements collectifs (la résidence Sylvie, la résidence du Coq Chantant ou du Castel) construites dans les années 1960 et 1970. Ces quartiers ont vu se construire des équipements communaux à leur usage exclusif (école, église) mais aussi à l'usage de la commune dans son ensemble (collège, grandes surfaces, stade et salles de sport).

Entre les quartiers nord et le centre-ville, se trouve une zone intermédiaire constituée de zones vertes : le Grand Canal, le canal Saint-Jean et entre les deux, le pré du Grand Canal, les jardins familiaux dans la zone appelée la « Canardière ». Les rares constructions dans cette zone sont notamment liées à l'ancienne industrialisation de la ville. Il s'agit des vestiges de l'usine de François Richard-Lenoir et de l'ancienne usine Guilleminot avec ses annexes.
Il n'existe pas de protection spécifiquement patrimoniale de l'urbanisme de la commune, ni de secteur sauvegardé comme à Senlis, ni de zone de protection du patrimoine architectural, urbain et paysager (ZPPAUP), mais la ville est dotée d'un règlement d'urbanisme sous la forme du plan local d'urbanisme. Par ailleurs, la grande majorité de la surface de la commune est occupée par la forêt (69 %) et par le champ de courses. Par conséquent, la commune ne maîtrise que 20 à 25 % de son territoire en matière d'aménagement, sur lesquels pèsent des contraintes architecturales liées aux périmètres des monuments historiques.

### Logement
En 2018, le nombre total de logements dans la commune était de 6 133, alors qu'il était de 5 897 en 2013 et de 5 774 en 2008.
Parmi ces logements, 90,6 % étaient des résidences principales, 2,8 % des résidences secondaires et 6,6 % des logements vacants. Ces logements étaient pour 15,5 % d'entre eux des maisons individuelles et pour 83,8 % des appartements.
Le tableau ci-dessous présente la typologie des logements à Chantilly en 2018 en comparaison avec celle de l'Oise et de la France entière. Une caractéristique marquante du parc de logements est ainsi une proportion de résidences secondaires et logements occasionnels (2,8 %) supérieure à celle du département (2,5 %) et à celle de la France entière (9,7 %). Concernant le statut d'occupation de ces logements, 41,6 % des habitants de la commune sont propriétaires de leur logement (40,4 % en 2013), contre 61,4 % pour l'Oise et 57,5 pour la France entière.
Selon les données du recensement de 2018, 41,6 % des ménages sont propriétaires de leurs résidences principales, et 55,3 % en sont locataires. En termes de logements sociaux, Chantilly disposait, au sens du recensement, de 1 192 logements HLM en 2008 (22,5 % du parc des résidences principales), nombre qui s'est réduit à 1 131 en 2018, soit 20,4 %
| Typologie                                               | Chantilly | Oise | France entière |
| ------------------------------------------------------- | --------- | ---- | -------------- |
| Résidences principales (en %)                           | 90,6      | 90,4 | 82,1           |
| Résidences secondaires et logements occasionnels (en %) | 2,8       | 2,5  | 9,7            |
| Logements vacants (en %)                                | 6,6       | 7,1  | 8,2            |

### Voies de communication et transports

#### Réseau routier

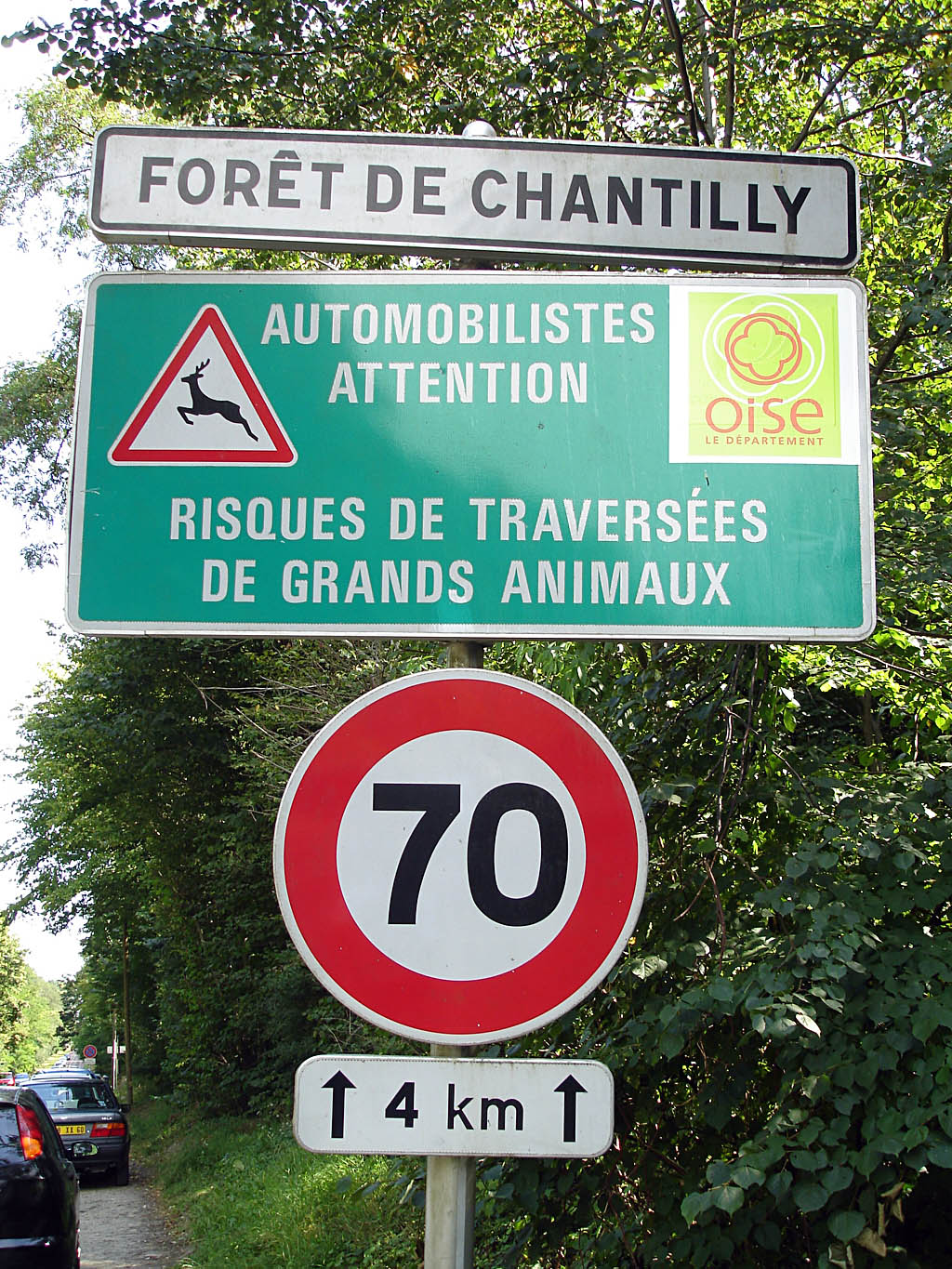
Panneau de signalisation situé sur la D 924A.

L'ancienne route nationale 16, ancienne route royale qui allait de Pierrefitte-sur-Seine à Dunkerque en passant par Amiens, traverse la ville du sud au nord. Elle est désormais numérotée départementale 1016. Elle n'est pas interdite aux poids lourds mais une signalétique à l'entrée de la ville au sud et au nord les incite à emprunter les autoroutes A16 et A1. La D924A permet de rejoindre l'ancienne route nationale 17 (ancienne route de Flandres) à La Chapelle-en-Serval et la D 924 relie la ville à Senlis. Ces deux dernières routes, interdites aux poids lourds, permettent de relier l'autoroute A1, autoroute la plus proche de la commune. La D 924A est limitée à 70 km/h sur la totalité du parcours sur le territoire de la commune, la route traversant une portion de forêt très fréquentée par les grands animaux.

#### Réseau ferroviaire et transports en commun

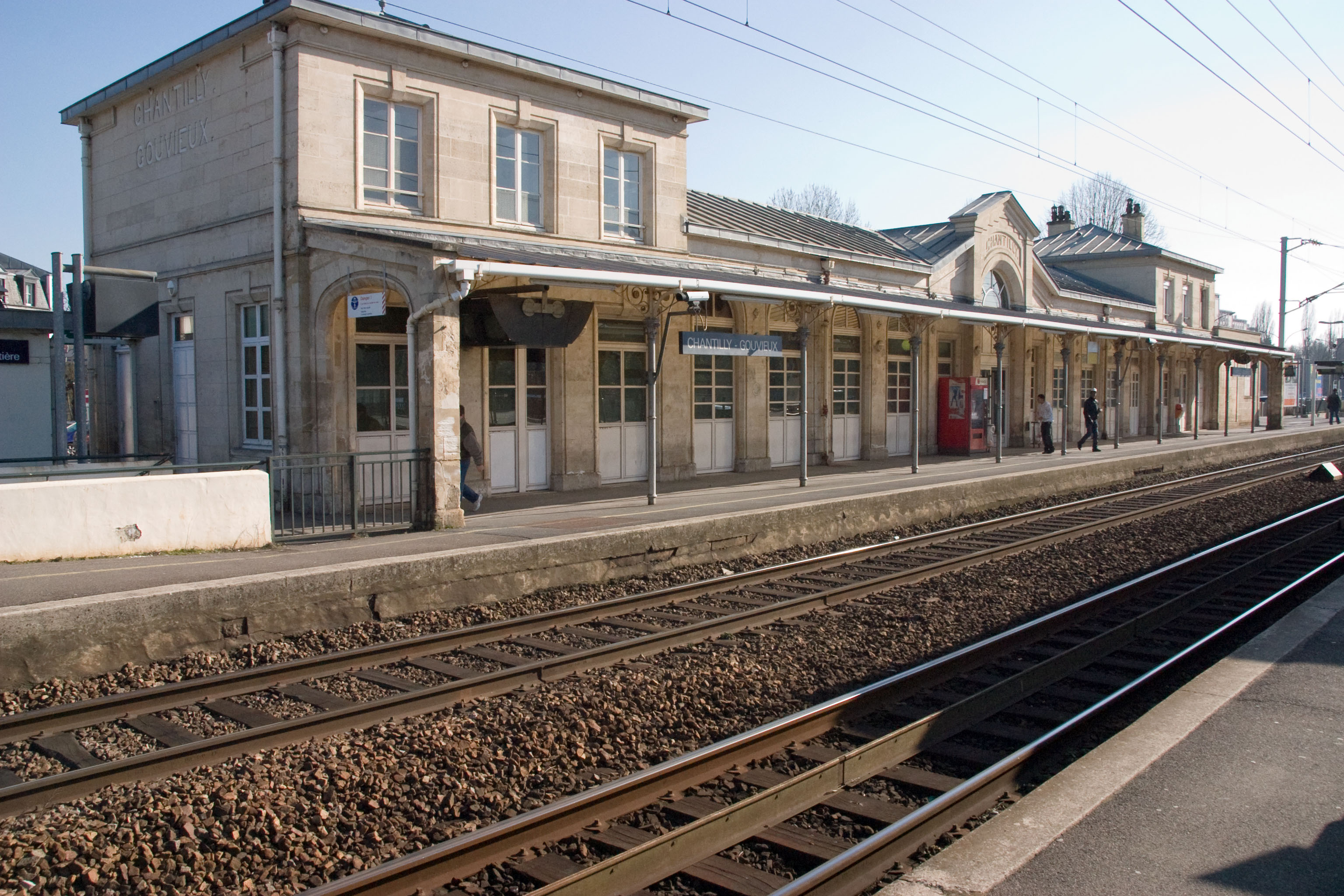
La gare de Chantilly - Gouvieux.

La gare de Chantilly - Gouvieux, mise en service en 1859 sur la ligne Paris - Lille, est desservie par la SNCF par le réseau TER Hauts-de-France : les lignes C10 (Paris-Nord - Creil - Amiens), C11 (Paris-Nord - Creil - Saint-Just-en-Chaussée), C13 (Paris-Nord - Compiègne) et C14 (Paris-Nord - Compiègne) desservent la gare. Les trains directs mettent 22 min pour atteindre la gare de Paris-Nord et 7 min pour atteindre la gare de Creil. La gare est aussi desservie par la ligne D du RER d'Île-de-France. En 2006, 920 000 voyages ont eu lieu entre Chantilly et la gare de Paris-Nord.
La commune est desservie, en 2023, par les lignes 634, 635, 639, 644, 645, 6206, 6212, 6224, 6231, 6233, 6234, 6235, 6244 et 6245 du réseau interurbain de l'Oise.
Il existe un petit réseau de transport en commun par bus appelé Desserte urbaine cantilienne (DUC) : il est composé d'une seule ligne, reliant le quartier Lefébure au quartier du Bois-Saint-Denis en passant par la gare. Un prolongement passe par le château et le cimetière Saint-Pierre. Son usage est gratuit.
La ligne E du réseau urbain creillois AXO dessert également la commune.

#### Aérodromes et accès aux aéroports
Chantilly se situe à 30 km environ de l’aéroport Paris-Charles-de-Gaulle et à 54 km de l’aéroport de Paris Beauvais Tillé. Il n'existe aucune liaison directe vers ces aéroports par des transports en commun.
Un aérodrome appelé « aérodrome de la Vidamée-Chantilly », créé dès 1910 à Courteuil a servi notamment de base aérienne lors de la Première Guerre mondiale. Il a disparu depuis.
Un autre aérodrome de campagne appelé « terrain de Chantilly-Les Aigles » a été ouvert durant la Seconde Guerre mondiale en réquisitionnant la piste d'entraînement équestre des Aigles, sur le territoire de Gouvieux. Ce terrain a été occupé durant la bataille de France essentiellement par le groupe de chasse n°I/1 originaire de la Base aérienne 251 Étampes-Mondésir.

#### Liaisons douces

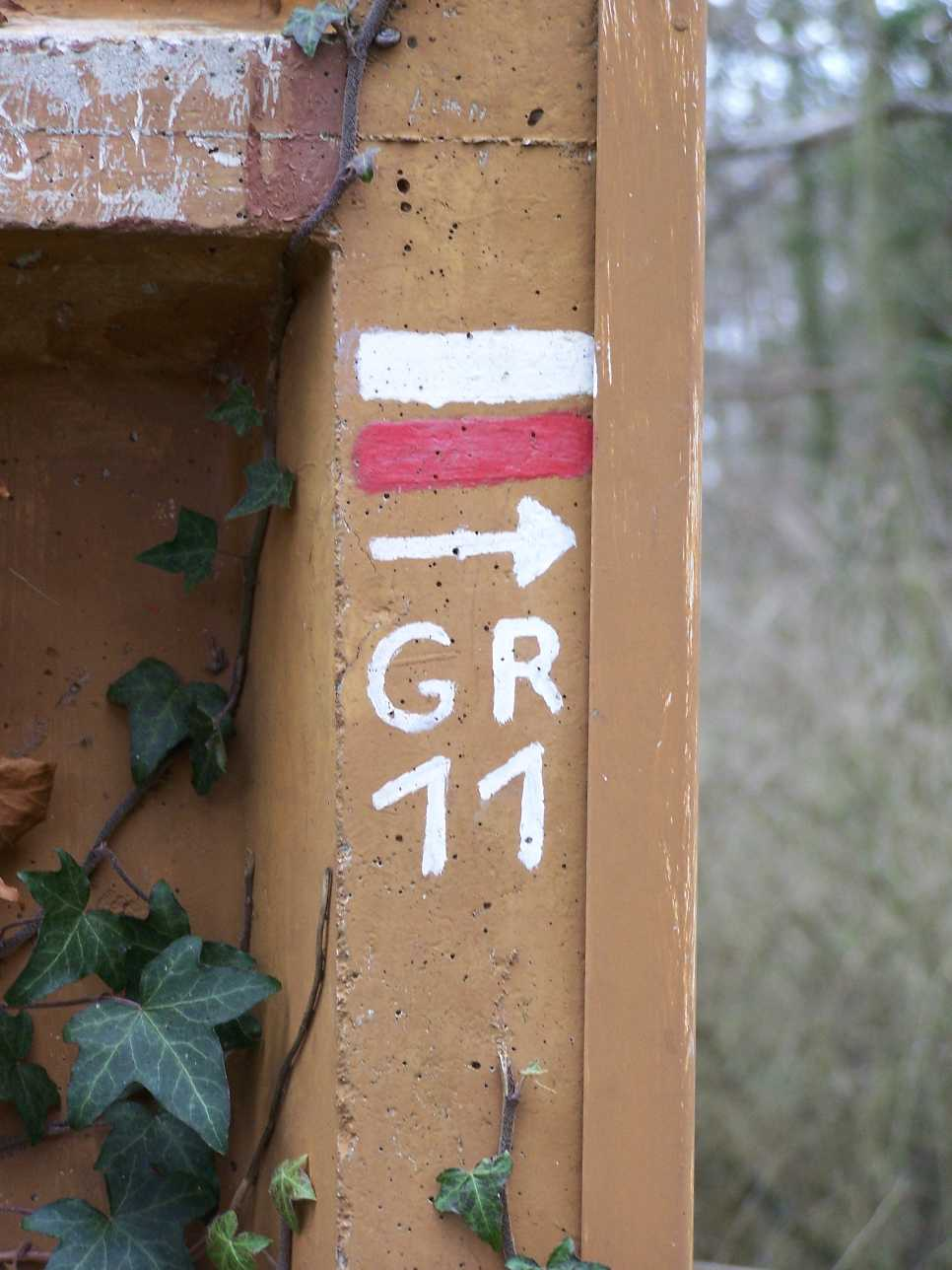
Signalisation du GR 11.

Deux sentiers de grande randonnée traversent la commune. Le GR 11 (le grand tour de Paris) vient de Senlis et va en direction de Saint-Maximin (ou inversement) en traversant le parc du château (plus précisément le parc de Sylvie), passe sous la Porte Saint-Denis et redescend vers le canal Saint-Jean qu'il longe jusqu'à traverser le quartier du Coq Chantant. Le GR 12 (sentier Amsterdam-Paris) vient lui aussi de Senlis et traverse l'extrémité sud de la commune, à travers la forêt en direction des étangs de Commelles et rejoint ensuite Coye-la-Forêt.
Le GR 1 (Tour de Paris) longe la limite sud-est de la commune sur la rive sud des étangs de Commelles.
La forêt de Chantilly est parcourue par de nombreux sentiers interdits aux promeneurs entre 6 heures et 13 heures, lors des entraînements des chevaux de course (cf. Hippisme).
Un réseau de pistes cyclables a été réalisé par la communauté de communes de l'aire cantilienne en juin 2008 : quatre pistes concernent la commune de Chantilly et permettent ainsi de rallier Gouvieux, Vineuil-Saint-Firmin et Avilly-Saint-Léonard à vélo.

## Toponymie
Le nom de la localité est attesté sous la forme latinisée Cantiliacus vers 1150.
Le composé *campus tiliae (forme non attestée), soit « champ de tilleuls », donné parfois pour étymologie de Chantilly ne repose sur aucun élément pertinent.
Chantilly procède d’une évolution régulière de CANTILIACU (Cantiliacus), basé sur le nom de personne gaulois Cantilius, suivi du suffixe de localisation et de propriété -(i)acus. Ce suffixe a régulièrement abouti à la terminaison -y dans le nord de la France.
Une autre explication a été avancée récemment par le spécialiste de la langue gauloise Jacques Lacroix. Selon lui, l'anthroponyme Cantilius est rare et le thème cant- viendrait plutôt de la racine Gauloise *canto au sens de « frontière ». Chantilly se situe à la limite entre les territoires des Bellovaques et des Sulbanectes, son nom signifierait « établissement de la frontière ».
Homonymie avec Chantilly (Cher), De Cantiliaco 1175; Cantillac (Dordogne, Cantilhacum 1360, graphie occitane LH = [j] (Y), mais désinence latinisée -um), Chantillac (Charente, De Cantiliaco avant 1075), etc.
Pour suivre le décret de la Convention du 25 vendémiaire an II invitant les communes ayant des noms pouvant rappeler les souvenirs de la royauté, de la féodalité ou des superstitions, à les remplacer par d'autres dénominations, la ville fut appelée Champ-Libre.

## Histoire

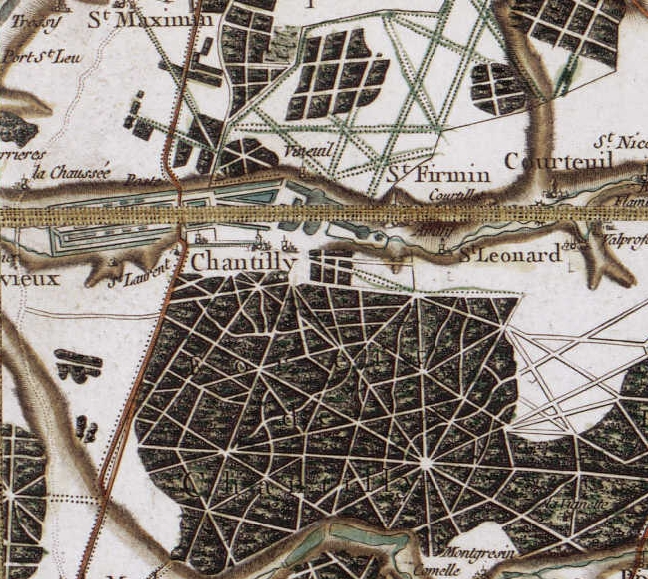
Chantilly vers 1780 (carte de Cassini).

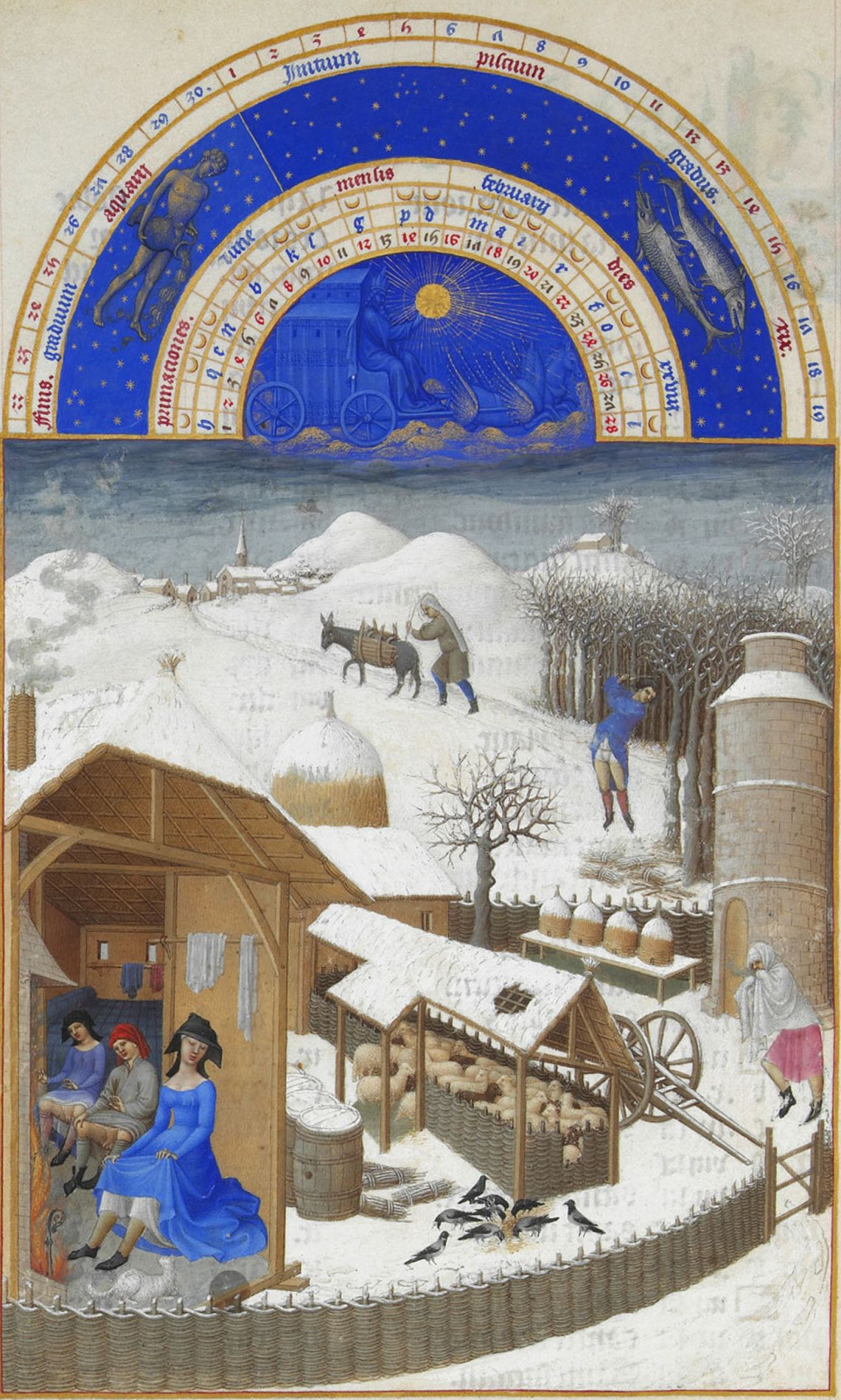
Les Très Riches Heures du duc de Berry, Février (XVe siècle). Musée Condé, Chantilly.

### Avant la ville
Aucune trace d’occupation humaine datant de la Préhistoire ni de l'âge du fer n'a été retrouvée sur le territoire de la commune. Le mobilier d'une sépulture d'époque romaine a été mis au jour à proximité de la Nonette, ainsi que des voies gallo-romaines en forêt. Des tombes mérovingiennes, datées du VIIe siècle, ont été mises au jour aux XVIIe et XIXe siècles non loin de la Faisanderie.
C'est un acte, autour de 1223, entre Guy IV de Senlis et le prieur de Saint-Leu-d'Esserent qui signale pour la première fois la Terra cantiliaci. Guy IV de Senlis, grand bouteiller du roi (fonction qui va donner le nom à sa famille) est le fondateur de la seigneurie de Chantilly. C'est à l'époque un rocher au milieu d'une zone marécageuse, en limite des diocèses de Beauvais et de Senlis. En 1227, on signale la présence d’une maison forte sur le site cantilien. C'est en 1282 que, pour la première fois, Chantilly désigne sa forêt : un acte du Parlement de Paris parle en effet d’in tota foresta chantiliaco (dans toute la forêt de Chantilly). Puis, en 1358, on parle pour la première fois d'un château à la suite de sa destruction signalée lors de la Grande Jacquerie et sa reconstruction par Pierre d'Orgemont, achevée en 1394. Au cours de la guerre de Cent Ans, les Anglo-Bourguignons assiègent le château en 1421 : Jacqueline de Paynel, veuve de Pierre II d'Orgemont mort à la bataille d'Azincourt et de Jean de Fayel, doit livrer la forteresse. En échange, tous les habitants du château ont la vie sauve, mais les villages environnants sont tous ruinés.
Au début du XVIe siècle, les alentours de ce château sont constitués de petits hameaux :
- les Grandes Fontaines, situées à l'emplacement actuel du bas de la rue des Fontaines ;
- les Petites Fontaines appelées aussi Normandie, l'actuel bas du Quai de la Canardière et rue de la Machine ;
- le hameau des Aigles, situé au niveau du terrain hippique actuel qui doit son nom au laboureur qui l'habite à la fin du Moyen Âge. Il disparaît totalement lors des guerres de religion ;
- le hameau de Quinquempoix, le plus grand de ces hameaux et le plus proche du château[35].

C'est à partir de cette époque que ce dernier village sert à accueillir l'extension des fonctions du château. Il abrite une chapelle consacrée à saint Germain signalée dès 1219 et qui disparaît au XVIIe siècle avec l'extension du parc du château. Plusieurs maisons sont construites au hameau de Quinquempoix pour accueillir les officiers du prince comme l’hôtel de Beauvais, construit en 1539 qui sert à loger le régisseur des chasses du connétable Anne de Montmorency ou l'hôtel de Quinquempoix, construit vers 1553, qui sert à loger l'écuyer du connétable.
Quelque temps auparavant, en 1515, Guillaume de Montmorency (père du connétable) obtient grâce à une bulle pontificale le droit de faire célébrer la messe et tous les sacrements dans la chapelle du château, ce qui en fait l'un des premiers signes d'autonomie du château et de ses habitants vis-à-vis des paroisses environnantes.

### Les Hospitaliers
Les Hospitaliers de l'ordre de Saint-Jean de Jérusalem possédaient un membre de Chantilly sur la seigneurie de Chantilly. Nous ne possédons pas les titres de donations mais il s'agissait de prés que Renaud Gorre, commandeur du grand prieuré de France, avait affermés en 1466,.

### La nouvelle paroisse à l'Époque moderne

Les armes de la maison de Condé à partir de 1588.

En 1673, le Grand Condé fait percer une nouvelle route de Gouvieux, qui devient l'actuelle rue du Connétable. Les terrains concédés de chaque côté de la rue constituent le premier embryon d'urbanisme de la ville, sous la forme d'auberges, d'ateliers pour les artisans du château et de logements pour les domestiques. Cet embryon est encore partagé entre les paroisses de Gouvieux du diocèse de Beauvais et de Saint-Léonard du diocèse de Senlis.
Le Grand Condé émet le vœu dans son testament de créer une église paroissiale non loin du château. Henri Jules de Bourbon-Condé réalise le vœu de son père en 1692 en faisant construire l'église Notre-Dame et en créant une paroisse dépendant de l'évêque de Senlis, par démembrement des deux paroisses voisines. Chantilly prend alors sa véritable autonomie. Son petit-fils, Louis IV Henri de Bourbon-Condé, est le véritable fondateur de la ville dont il fait tracer le premier plan. Il définit un urbanisme raisonné axé sur la route de Gouvieux devenue Grande Rue. Après le lancement de la construction des Grandes Écuries en 1721, le prince crée le 12 décembre 1727 à leur extrémité un lotissement au sud de la rue : les actuelles maisons des officiers. Il vend par lot des terrains à ses officiers (c'est-à-dire les titulaires de charges ou emplois à la maison des Condés) avec obligation pour ceux-ci de respecter des normes architecturales identiques du côté de la pelouse. Ces normes ainsi que le tracé des façades sont définis par Jean Aubert, architecte des Grandes Écuries. Celles-ci sont construites entre 1730 et 1733. Dès 1723, l'extrémité de la Grande Rue est marquée par l'installation de l'hospice de la Charité.
Dans la seconde moitié du XVIIIe siècle, plusieurs activités économiques sont développées toujours à l'initiative des princes : la dentelle, née à la fin du XVIIe siècle mais alors en pleine expansion, la manufacture de porcelaine fondée en 1726 et installée dans l'actuelle rue de la Machine en 1730. Des bâtiments à vocation industrielle sont construits dans les années 1780 à l'extrémité du Grand canal afin de profiter de la chute d'eau.

### Les débuts de la commune de Chantilly

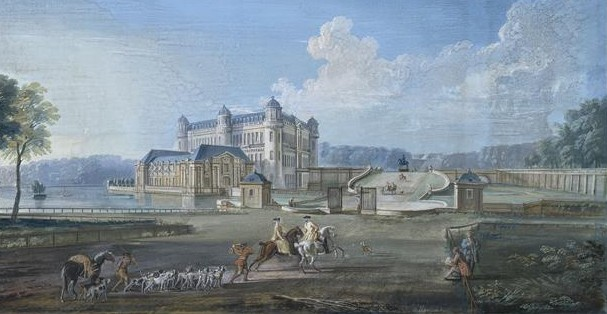
Le château au XVIIIe siècle après les travaux effectués par les Condé. Gouache de Jean-Baptiste Lallemand, musée Condé.

Sous la Révolution française, Chantilly devient une commune, reprenant les limites de la paroisse. Le premier maire est alors le régisseur du domaine, André-Joseph Antheaume de Surval et le reste du conseil municipal est recruté parmi les officiers du château. Les Condé sont parmi les premiers à fuir à l'étranger, quelques jours après la prise de la Bastille, le 17 juillet 1789. Le domaine est mis sous séquestre le 13 juin 1792 en application de la loi sur les émigrés et vendu par lots. Une première partie est vendue entre 1793 et 1795 : l'ancien potager, le jardin des cascades, les derniers terrains disponibles le long de l'actuelle rue du Connétable et autour de l'actuelle petite pelouse ainsi que les maisons de la ville appartenant au Prince. Une bonne partie de ces premières aliénations ne réintègreront jamais le domaine. Le reste du domaine est loti en 1798 et vendu progressivement.
Avec la Terreur, le maire est chassé le 15 août 1793 et remplacé par un jacobin. Le château est transformé en prison de 1793 à 1794, destinée aux suspects du département de l'Oise. À la suite de sa vente comme bien national en 1799, il est transformé en carrière de pierre par deux entrepreneurs, seul le « petit château » étant préservé. Les Grandes Écuries sont réquisitionnées par l'armée : s'y installent successivement le 11e régiment de chasseurs à cheval, le 1er dragons de 1803 à 1806 puis le 1er régiment de chevau-légers lanciers polonais, de 1808 à 1814.
Plusieurs industriels profitent de la vente des biens des Condé pour développer leur activité. En 1792, l'activité de la manufacture de porcelaine de Chantilly se tourne vers la fabrication de la faïence sous l'impulsion de son nouveau propriétaire anglais Christophe Potter. Une usine de laminage de cuivre est installée dans les bâtiments industriels des bords du canal en 1801 puis François Richard-Lenoir y installe sa filature en 1807. Elle emploie jusqu'à 600 personnes et redonne une prospérité à la commune. Utilisant les nouvelles techniques anglaises, elle se diversifie dans le tissage notamment la confection d'indiennes et la blanchisserie. La filature de François Richard-Lenoir commence à décliner dès 1814 et, en perdant son monopole, fait faillite en 1822.
En 1815, le prince Louis V Joseph de Bourbon-Condé revient définitivement dans son château ou ce qu'il en reste. Il récupère une partie des anciens terrains du parc et rachète le reste. Son fils, Louis VI Henri de Bourbon-Condé fait installer dans la ville des bornes-fontaines en 1823 ainsi qu'une grande partie des réverbères en 1827.

### Une ville de villégiature et de loisirs auXIXesiècle

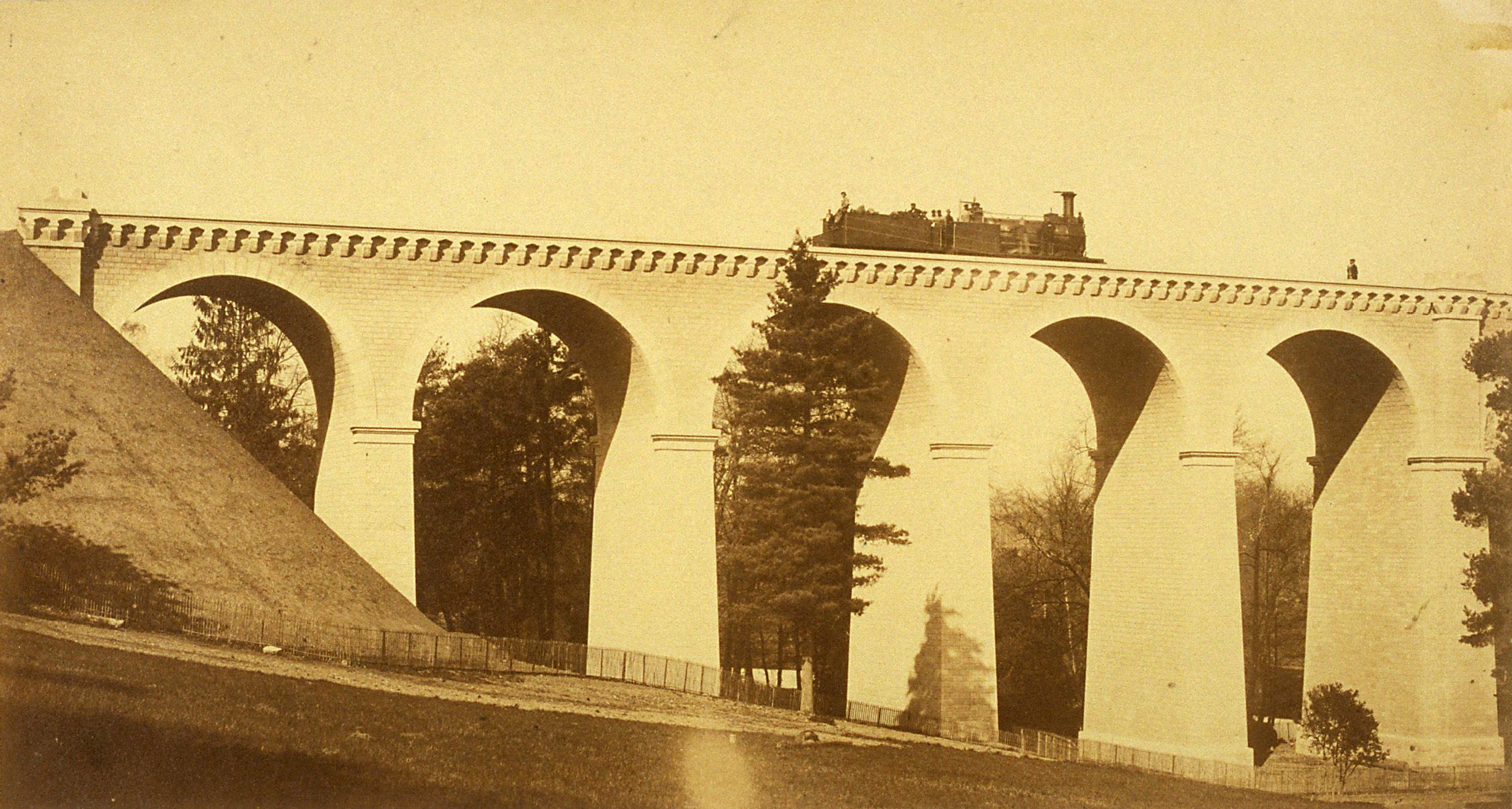
Viaduc de Chantilly juste après sa construction en 1859.

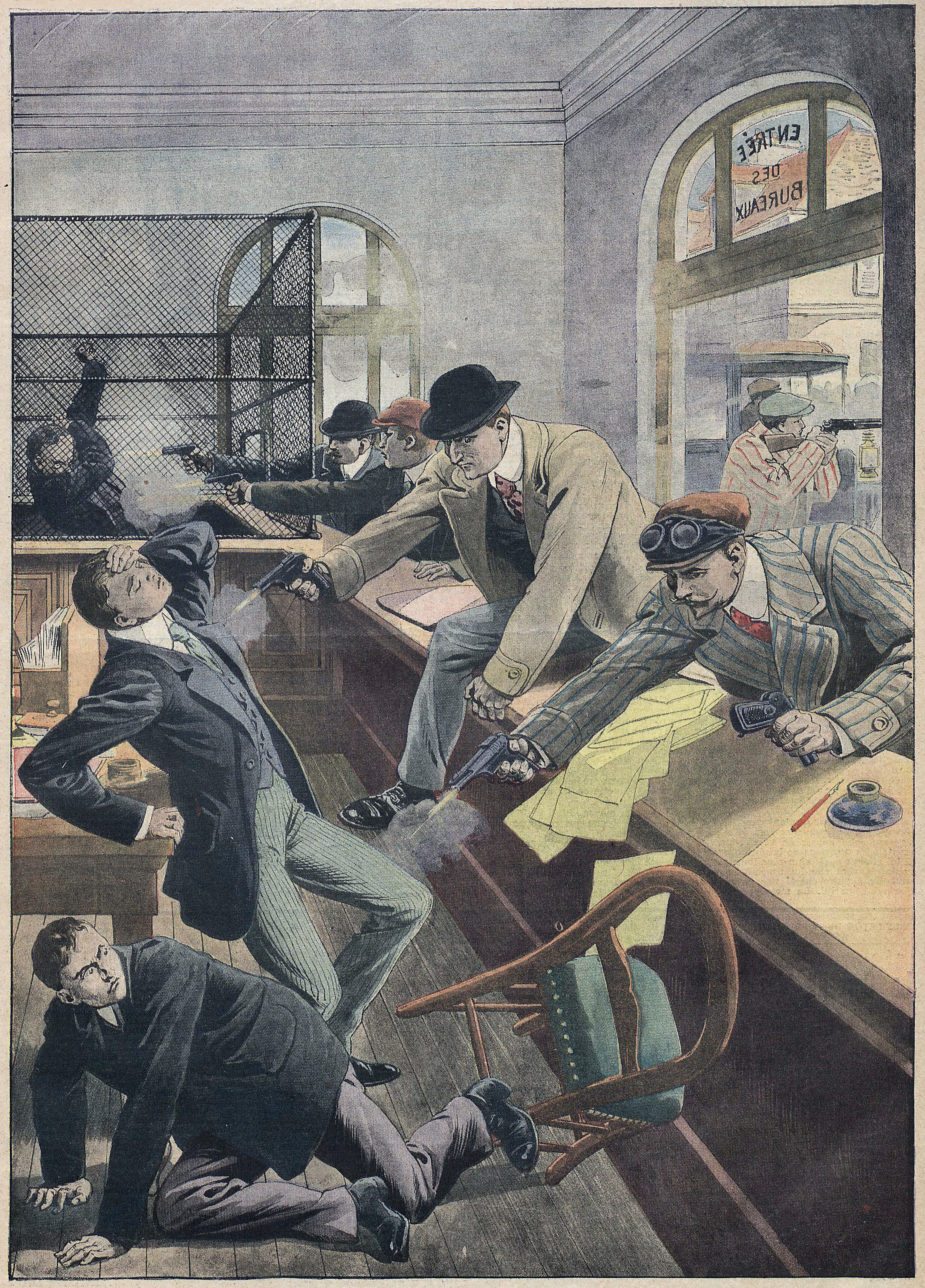
Le braquage de la succursale de la Société générale à Chantilly en mars 1912, vu par Le Petit Journal.

En 1834, la pelouse de Chantilly accueille ses premières courses hippiques. Dès les années 1840, ces courses drainent des parieurs de toutes les catégories sociales principalement en provenance de la capitale. Le succès des courses provient surtout de l'arrivée du chemin de fer en 1859. Plus tard, une gare destinée au public des courses hippiques est créée pour permettre la venue, jusqu'à 20 000, de parieurs et de visiteurs le jour des courses. Une piste puis des tribunes sont aménagées progressivement de manière pérenne pour constituer l'hippodrome actuel. Les records d'affluence sont enregistrés à la veille de la Première Guerre mondiale lorsque 40 000 personnes assistent au prix du Jockey Club en 1912.
Autour de cet hippodrome, se met en place une véritable économie hippique avec la construction de nombreuses écuries d'entraînement de pur-sang. Un nouvel urbanisme se développe autour de cette activité avec la création de nouveaux quartiers tels que le Bois Saint-Denis destiné exclusivement à cette activité. On compte deux entraîneurs et dix-sept lads dans la commune en 1846 et trente entraîneurs et 309 lads en 1896. Le milieu hippique est constitué d'un très grand nombre de citoyens britanniques : jockeys, lads et entraîneurs (76 % des effectifs des écuries en 1911) constituent une véritable communauté dans la ville à tel point qu'une chapelle anglicane est construite vers 1870.
En parallèle, se développe un urbanisme de villégiature : de nombreux aristocrates, grands bourgeois mais aussi artistes s'installent dans la ville, faisant construire des villas et des châteaux dans les communes alentour : la famille Rothschild à Gouvieux, par exemple. Des hôtels de luxe sont aussi créés, tels que l'hôtel du Grand Condé en 1908. Le duc d’Aumale, dernier seigneur de la ville, encourage le développement de l'industrie hippique, l'installation des Anglais et le développement de la ville. Entre 1876 et 1882, il fait reconstruire le château et y concentre une des plus belles collections d'art de l'époque. En recevant la haute société dans son palais (l’impératrice d’Autriche Élisabeth, dite Sissi, le grand-duc Vladimir Alexandrovitch de Russie, entre autres), il contribue au rayonnement de la ville. Son ouverture au grand public en 1898 à la suite du legs du domaine à l'Institut de France ajoute encore un attrait à Chantilly pour les excursionnistes (100 000 visiteurs durant les six premiers mois).
Cette profusion de richesses n'est pas sans attirer les convoitises. Le 25 mars 1912 au matin, la Bande à Bonnot braque la succursale de la Société générale de Chantilly, située alors à l'actuelle place Omer Vallon, et tue deux employés.
Chantilly connaît aussi la guerre au XIXe siècle : lors de la guerre de 1870, la ville est occupée par l'armée prussienne pendant près d'un an. Le grand-duc de Meklembourg, commandant en chef du XIIIe Corps d'armée et son état-major s'installent au petit château, ses troupes réquisitionnant les Grandes Écuries, les écuries hippiques évacuées et quelques maisons particulières.

### Chantilly auXXesiècle

#### Chantilly pendant la Première Guerre mondiale

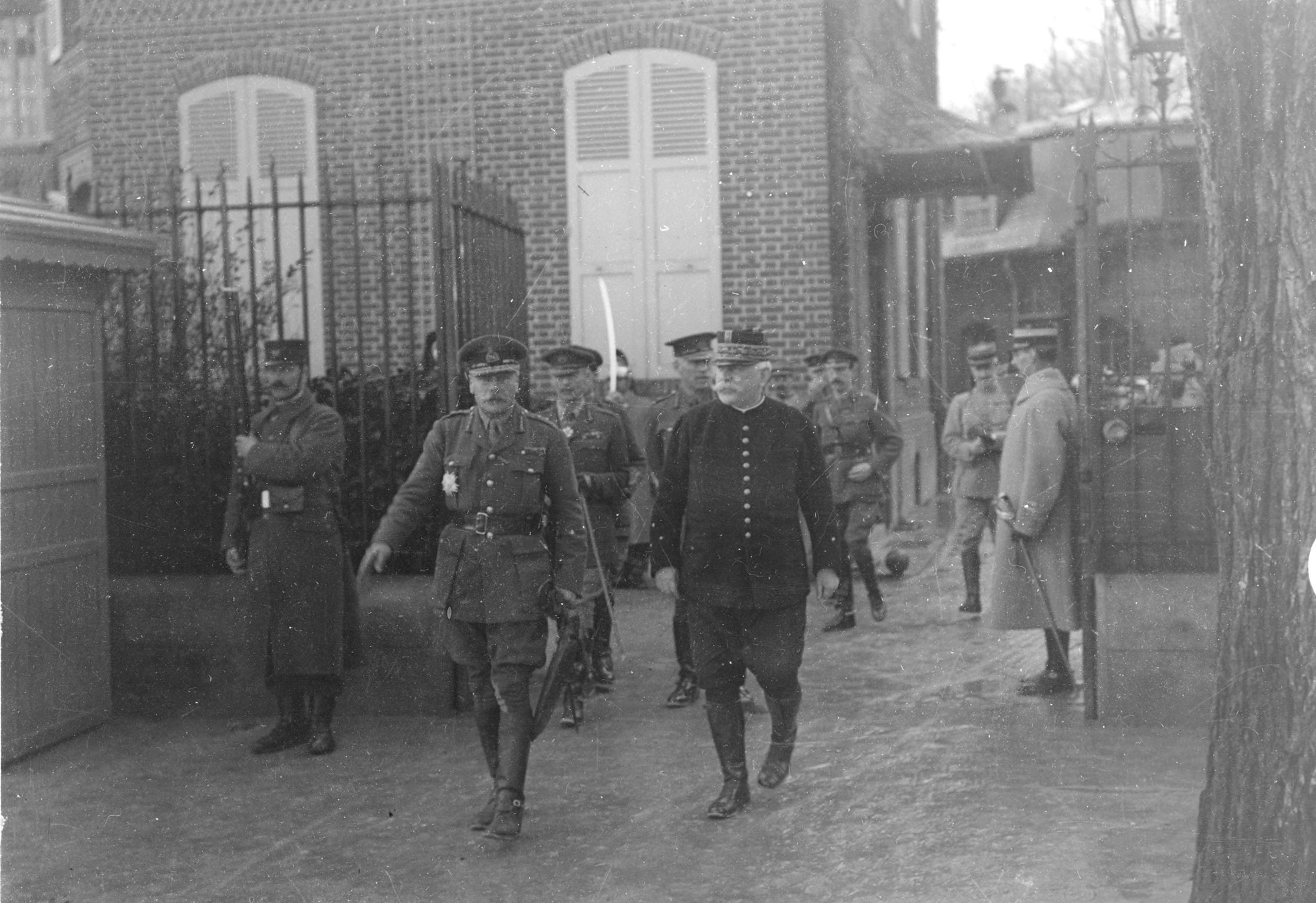
Les généraux Joffre et Haig quittant la villa Poiret pendant la conférence de Chantilly en décembre 1915.

Le 3 septembre 1914, l'armée allemande entre dans la ville mais ne s'y installe pas et en repart le lendemain. Malgré une occupation du château, aucun dégât particulier n'est constaté alors que les villes voisines de Creil et Senlis connaissent des incendies et des destructions. Les soldats français ne reviennent que le 9 septembre dans la ville.
Après la bataille de la Marne, le généralissime Joffre installe son état-major à Chantilly en raison de sa liaison aisée avec Paris par le chemin de fer. Le Grand quartier général (GQG) s'installe dans l'hôtel du Grand Condé le 29 novembre 1914 soit 450 officiers et 800 secrétaires et hommes de troupe. Joffre loge pour sa part à la Villa Poiret, à une centaine de mètres de là. Lors de la conférence de Chantilly du 6 au 8 décembre 1915, il réunit les chefs des armées alliées pour définir les plans militaires et coordonner les offensives des alliés pour l'année 1916. Le GQG quitte la ville en décembre 1916 pour s'installer à Beauvais. Chantilly accueille aussi une ambulance pour soldats blessés au front située à l'hôtel Lovenjoul ainsi qu'au pavillon Egler. Un des trois ateliers de camouflage dépendant du 1er régiment du génie s'installe dans la ville en 1917 dans des baraquements spécialement construits sur la petite pelouse, auprès de l'hippodrome. Jusqu'à 1 200 femmes mais aussi 200 prisonniers de guerre allemands et 200 travailleurs annamites sont embauchés pour peindre des toiles servant à la protection visuelle des pièces d'artillerie et transports de troupes.
Dans l'entre-deux-guerres, la commune s'agrandit en 1928, avec l'adjonction du quartier du Bois Saint-Denis démembré de la commune de Gouvieux. Un monument en l'honneur du maréchal Joffre est inauguré en sa présence en 1930 dans l'avenue qui porte actuellement son nom.

#### Chantilly pendant la Seconde Guerre mondiale
Avec le retour de la guerre, les militaires reviennent dans la ville. Le terrain des Aigles, en limite de la ville (sur le territoire de Gouvieux), accueille un escadron d'aviation de chasse de défense (GC I/1) de l'armée française en provenance de la Base aérienne 251 Étampes-Mondésir de la déclaration de guerre à l'armistice.
La Wehrmacht entre dans la ville le 13 septembre 1940 et s'y installe. Elle utilise les Grandes Écuries comme hôpital vétérinaire pour ses chevaux que l'on fait venir d'Allemagne : on estime que 4 000 d'entre eux sont accueillis dans la ville pendant la guerre. Le commandement militaire occupe l'hôtel du Grand Condé. À la suite de l'assassinat d'un collaborateur, le curé de la paroisse, l'abbé Charpentier, auteur d'un sermon anti-nazi en 1943, est arrêté avec d'autres résistants qu'il soutenait. Il est déporté au camp de Mauthausen où il meurt le 7 août 1944. Le viaduc de la Canardière est bombardé le 30 mai 1944 par les forces alliées et la ville est libérée par les chars américains le 31 août 1944. La 8e Air Force de l'Armée américaine s'installe à son tour à l'hôtel du Grand Condé.

#### Chantilly depuis 1945
Depuis la dernière guerre mondiale, la ville se développe avec l'aménagement de nouveaux quartiers au nord de la ville : des logements collectifs sociaux ou non y sont construits. Certains hôtels et villas du centre-ville sont résidentialisés ; des écuries sont détruites pour permettre l'aménagement de logements. Une nouvelle population travaillant en région parisienne s'installe dans la commune, profitant de ces nouveaux logements. En parallèle, la commune perd presque totalement ses activités industrielles avec la fermeture des usines Guilleminot en 1992. De nouveaux équipements sont construits : un lycée en 1961, un collège en 1979.

## Politique et administration

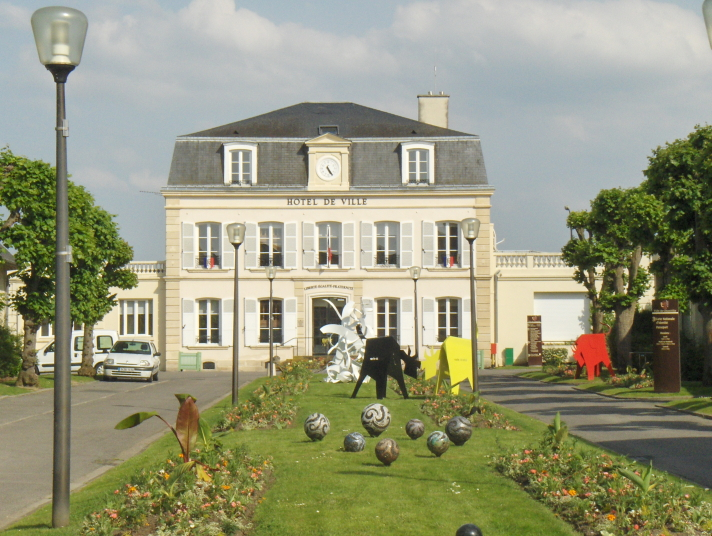
L'Hôtel de ville de Chantilly, également siège de la communauté de communes de l'aire cantilienne.

### Rattachements administratifs et électoraux
La commune se trouve dans l'arrondissement de Senlis du département de l'Oise. Pour l'élection des députés, elle fait partie depuis 1986 de la quatrième circonscription de l'Oise.
Elle était de 1793 à 1802 le chef-lieu du canton de Chantilly, année où il fut supprimé et la commune intégrée au canton de Creil. Le canton de Chantilly est recréé en 1973,. Dans le cadre du redécoupage cantonal de 2014 en France, la commune en est désormais le bureau centralisateur et le canton est porté de 6 à 10 communes.
Aucune instance juridique ne siège dans la commune. Chantilly dépend en 2009 :
- du tribunal d'instance, de grande instance et du tribunal pour enfants de Senlis,
- du conseil de prud'hommes de Creil,
- du tribunal de commerce de Compiègne,
- de la cour d'appel et du tribunal administratif d'Amiens,
- de la cour administrative d'appel de Douai.

En tant que chef-lieu de canton, la ville accueille une trésorerie. Chantilly dépend par ailleurs du centre des impôts, de la caisse d'allocations familiales et de la caisse primaire d'assurance maladie de Creil.

### Intercommunalité
La ville est membre de la communauté de communes de l'aire cantilienne depuis sa création le 26 décembre 1994. Elle en accueille le siège et elle en est la commune la plus peuplée. Parmi les nombreuses compétences qui lui ont été transférées par les communes, on peut noter la gestion des déchets, la création de pistes cyclables, la construction et la gestion de la nouvelle piscine ou encore la gestion d'une aire d'accueil des gens du voyage.
La communauté de communes est membre en 2012, ainsi que ses voisines (CC du Pays de Valois, CC des Pays d'Oise et d'Halatte, l'ex-CC des Trois Forêts, l'ex-CC la Ruraloise et l'ex-CC Cœur Sud Oise) du pays du Sud de l'Oise.
Par ailleurs, la commune est membre en 2017 : 
- du syndicat d'énergie de l'Oise ;
- du Syndicat intercommunal pour la collecte et le traitement des eaux usées de la vallée de la Nonette ;
- su Syndicat intercommunal pour l'amélioration des installations d'eau potable de Chantilly, Gouvieux, Lamorlaye ;
- du Syndicat interdépartemental du S.A.G.E. de la Nonette ;
- du Syndicat mixte des transports collectifs de l'Oise ;
- du Syndicat mixte intercommunal de l'Oise des classes d'environnement ;
- du Syndicat mixte d'aménagement et de gestion du parc naturel régional Oise Pays de France.

### Tendances politiques et résultats
La ville est marquée par un fort ancrage à droite, comme le prouvent les nombreux scrutins nationaux et locaux ci-dessous où c'est très souvent un candidat de l'UMP ou des Républicains qui est arrivé en tête des voix cantiliennes.
Par exemple, durant les élections législatives de 2002, c'est Éric Woerth (alors maire de Chantilly depuis 1995) qui l'a emporté face à la candidate écologiste Delphine Schwindenhammer. Depuis ces élections, il a été réélu à tous les scrutins législatifs suivants, son long mandat de député ayant été interrompu par trois fois quand il fut nommé dans divers gouvernements de droite, entre 2004 et 2010.
En ce qui concerne les élections présidentielles, Jacques Chirac l'emporte avec à peu près le même score que la moyenne nationale en 2002, tandis que Nicolas Sarkozy est élu avec 14 % des voix en plus que pour les résultats de la France entière. Il arrivera d'ailleurs en tête en 2012 dans la ville alors que c'est François Hollande qui l'emporte avec 51,64 % au niveau national. En 2017, Chantilly montre encore une fois sa distance avec l'extrême-droite en élisant Emmanuel Macron avec plus de 70 % des voix. Marine Le Pen, la candidate et présidente du Front national, obtient donc un peu moins de cinq points qu'au niveau national.
Pour les élections européennes, de 2004 à 2014 ce sont toujours les listes de l'UMP qui arrivent en tête dans la ville. Cependant, en 2019, la liste de la majorité présidentielle conduite par Nathalie Loiseau obtient près de 6 % des voix de plus qu'au niveau national et arrive en tête à Chantilly.

### Liste des maires
| Période      | Période                   | Identité           | Étiquette            | Qualité |
| ------------ | ------------------------- | ------------------ | -------------------- | --- |
| 1944         | 1944                      | André Bouchet      |                      | |
| 1944         | 1944                      | Roger Herlin       |                      | |
| 1944         | 1945                      | Gustave Simiand    |                      | |
| 1945         | 1947                      | Jean Dubrouillet   |                      | |
| 1947         | 1959                      | Georges Paquier    |                      | |
| 1959         | 1965                      | Pierre Leprat      |                      | |
| 1965         | 1967                      | Michel Lefébure    |                      | |
| 1967         | 1983                      | François Prader    | RI puis DVD          | Directer d'un cabinet d'assurances Conseiller général de Chantilly (1973 → 1985) |
| 1983         | 1995                      | Philippe Courboin  | UDF-CDS              | Juriste |
| 19 juin 1995 | juillet 2017              | Éric Woerth        | RPR puis UMP puis LR | Secrétaire d'État (2004 → 2005) Ministre (2007 → 2010) Député de l'Oise (4e circ.) (2002 → 2004, 2005 → 2007 et 2010 → ) Président de la CC de l'aire cantilienne (1995 → 2017) Conseiller régional de Picardie (2015 → 2015) Démissionnaire à la suite de sa réélection comme député |
| juillet 2017 | En cours (au 27 mai 2020) | Isabelle Wojtowiez | LR                   | Conseillère départementale depuis 2021 Réélue pour le mandat 2020-2026 |

### Démocratie participative
La municipalité s'est adjoint en 1995 un comité des sages, composé de 18 membres, qui se saisit de diverses questions relatives à la vie municipale et soumettent ainsi des rapports au maire.
La ville dispose d'un conseil municipal des jeunes ouverts aux collégiens de la ville. Il est composé en 2008-2009 d'une quarantaine de membres et organisé en commissions chargées de projets menés sur l'année scolaire.
Il existe également six conseils de quartiers composés chacun d'une quinzaine de membres qui se réunissent deux fois par an : Centre secteur Connétable, Centre secteur Joffre, Quartier Nord secteur Castel - Nonette - Sylvie - Diane, Quartier Nord secteur Lefébure, Quartier Verdun, Quartier Bois Saint-Denis.

### Sécurité
Chantilly abrite en 2009 le siège d'une compagnie de la Gendarmerie nationale dont dépendent les unités de Chambly, de Montataire, de Saint-Leu-d'Esserent et d'Orry-la-Ville. La compagnie comprend une brigade autonome pour l'agglomération de Chantilly (35 gendarmes), une brigade de recherches (13 gendarmes), un peloton de surveillance et d'intervention (16), un poste permanent à cheval (6), une brigade motorisée (14) et un groupe de commandement (7 gendarmes), soit un total de 91 hommes. La commune n'est pas en zone police nationale (ZPN).
La commune possède un service de police municipale constitué en 2012 de quinze agents assurant un service 7 jours sur 7.
Le centre de secours de Chantilly, pour sa part, couvre un secteur de 7 communes autour de la ville pour le premier appel et 4 communes pour les renforts. Il comprend 67 sapeurs-pompiers dont 24 sapeurs-pompiers professionnels. Ils ont effectué 2 894 sorties de secours en 2008. Il a déménagé à Lamorlaye en 2010.

### Politique environnementale et collecte des déchets
La gestion des déchets est une compétence de la communauté de communes de l'aire cantilienne (CCAC), qui a consacré 4 millions d'euros à ce poste budgétaire en 2009. La communauté de communes a en réalité délégué cette mission à la société SEPUR pour la collecte, qui assure un ramassage des ordures ménagères, des emballages, et des journaux/magazines. Le traitement de ces déchets est, quant à lui, transféré au syndicat mixte de la vallée de l'Oise qui assure cette mission pour 263 communes de l'est du département. Ce syndicat a mis en place un programme baptisé VERDI (Valorisation et recyclage des déchets en intercommunalité) : il gère en 2008 un centre de traitement des déchets situé à Villers-Saint-Paul et 5 déchèteries dont une est située à Lamorlaye, sur le territoire de la communauté. Par ailleurs, 19 conteneurs, destinés à la collecte volontaire du verre, sont situés sur le territoire de la commune de Chantilly,.

### Jumelages
| Ville | Ville               | Pays | Pays        |
| ----- | ------------------- | ---- | ----------- |
|       | Epsom and Ewell     |      | Royaume-Uni |
|       | Watermael-Boitsfort |      | Belgique    |
|       | Überlingen          |      | Allemagne   |

- Watermael-Boitsfort (Belgique) depuis 1958. Cette commune est située dans la Région de Bruxelles-Capitale, bordée par la forêt de Soignes. Un parc de Chantilly porte le nom de cette commune[114].
- Überlingen (Allemagne) depuis 1987. Cette ville thermale et touristique est située sur les bords du lac de Constance dans le Bade-Wurtemberg[115],[114].
- Epsom and Ewell (Angleterre) depuis 1995. Cette autre grande ville du cheval est située dans le comté de Surrey, dans la grande banlieue sud de Londres[116],[114].

Le château de Chantilly a également signé un traité d'amitié avec le château de Himeji, à  Himeji (Japon) depuis 1989,.

## Population et société

### Démographie
L'évolution du nombre d'habitants est connue à travers les recensements de la population effectués dans la commune depuis 1793. Pour les communes de plus de 10 000 habitants les recensements ont lieu chaque année à la suite d'une enquête par sondage auprès d'un échantillon d'adresses représentant 8 % de leurs logements, contrairement aux autres communes qui ont un recensement réel tous les cinq ans,.

En 2022, la commune comptait 10 740 habitants, en évolution de −0,45 % par rapport à 2016 (Oise : +0,87 %, France hors Mayotte : +2,11 %).
| 1793  | 1800  | 1806  | 1821  | 1831  | 1836  | 1841  | 1846  | 1851  |
| ----- | ----- | ----- | ----- | ----- | ----- | ----- | ----- | ----- |
| 2 029 | 1 418 | 1 966 | 1 825 | 2 524 | 2 416 | 2 446 | 2 419 | 2 454 |

| 1856  | 1861  | 1866  | 1872  | 1876  | 1881  | 1886  | 1891  | 1896  |
| ----- | ----- | ----- | ----- | ----- | ----- | ----- | ----- | ----- |
| 2 575 | 2 930 | 3 181 | 3 352 | 3 497 | 3 942 | 4 156 | 4 231 | 4 211 |

| 1901  | 1906  | 1911  | 1921  | 1926  | 1931  | 1936  | 1946  | 1954  |
| ----- | ----- | ----- | ----- | ----- | ----- | ----- | ----- | ----- |
| 4 791 | 5 083 | 5 556 | 5 539 | 5 767 | 5 959 | 6 002 | 6 040 | 7 065 |

| 1962  | 1968   | 1975   | 1982   | 1990   | 1999   | 2006   | 2011   | 2016   |
| ----- | ------ | ------ | ------ | ------ | ------ | ------ | ------ | ------ |
| 8 197 | 10 246 | 10 552 | 10 065 | 11 341 | 10 902 | 11 045 | 10 959 | 10 789 |

| 2021   | 2022   | - | - | - | - | - | - | - |
| ------ | ------ | - | - | - | - | - | - | - |
| 10 652 | 10 740 | - | - | - | - | - | - | - |

#### Analyse de l'évolution démographique
La population de la commune baisse tout d'abord au cours de la Révolution française, puis remonte rapidement grâce à la création de manufactures autour des années 1800. Elle rebaisse à nouveau avec la fermeture de ces mêmes usines. La commune retrouve une croissance démographique légère avec la Restauration et le retour des Princes au château. Mais c'est surtout dans la seconde moitié du XIXe siècle que la population double : cela est dû à l'arrivée du chemin de fer, au développement du tourisme, des activités hippiques et de la villégiature. Après une quasi stagnation au cours de la première moitié du XXe siècle, Chantilly passe de 6 000 à 10 000 habitants au cours des Trente Glorieuses avec la construction d'un grand nombre de logements dans les quartiers nord de la ville et dans celui du Bois Saint-Denis. C'est l'arrivée d'une population active travaillant en Île-de-France. Depuis la fin des années 1970, la croissance démographique ralentit considérablement voire stagne dans la commune, en raison de la pression foncière et immobilière qui empêche l'installation de nouveaux jeunes couples dans la commune. La situation est identique dans l'ensemble de l'agglomération.

#### Pyramide des âges
La population de la commune est relativement jeune.
En 2018, le taux de personnes d'un âge inférieur à 30 ans s'élève à 33,5 %, soit en dessous de la moyenne départementale (37,3 %). À l'inverse, le taux de personnes d'âge supérieur à 60 ans est de 27,3 % la même année, alors qu'il est de 22,8 % au niveau départemental.
En 2018, la commune comptait 5 012 hommes pour 5 989 femmes, soit un taux de 54,44 % de femmes, largement supérieur au taux départemental (51,11 %).
Les pyramides des âges de la commune et du département s'établissent comme suit.
| Hommes | Classe d’âge | Femmes |
| ------ | ------------ | ------ |
| 1,1    | 90 ou +      | 3,1    |
| 7,7    | 75-89 ans    | 11,8   |
| 13,9   | 60-74 ans    | 16,0   |
| 18,6   | 45-59 ans    | 17,9   |
| 22,3   | 30-44 ans    | 20,1   |
| 20,1   | 15-29 ans    | 17,7   |
| 16,3   | 0-14 ans     | 13,3   |

| Hommes | Classe d’âge | Femmes |
| ------ | ------------ | ------ |
| 0,5    | 90 ou +      | 1,4    |
| 5,5    | 75-89 ans    | 7,6    |
| 15,6   | 60-74 ans    | 16,3   |
| 20,8   | 45-59 ans    | 20     |
| 19,4   | 30-44 ans    | 19,4   |
| 17,6   | 15-29 ans    | 16,2   |
| 20,6   | 0-14 ans     | 19,1   |

#### Population immigrée
En 2007, 759 personnes immigrées étaient recensées dans la commune soit 6,8 % de la population, chiffre supérieur à la moyenne picarde (4,8 %) mais inférieur à la moyenne nationale (8,2 %). Cette proportion est trois fois moins importante que pour une ville comme Creil et légèrement inférieur à Senlis. Parmi ces personnes, 44 % viennent de l'Union européenne, 22 % du Maghreb et 10 % d'Asie. Les nationalités les plus représentées sont les Portugais, puis les Marocains et enfin les Britanniques.
Ces derniers sont particulièrement présents dans la vie associative de Chantilly et sa région et bénéficient d'un certain nombre d'équipements adaptés. Outre un salon de thé qui fait aussi office de boutique de produits anglais en centre-ville, on y trouve une école privée anglaise bilingue, des classes adaptées au collège et au lycée de la ville, un fond d'ouvrages en langue anglaise à la médiathèque municipale, un lieu de culte anglican, une association de scouts anglophone, un club de cricket et de manière plus générale, une association d'entraide aux Britanniques expatriés dans la région.

#### Niveau d'études, niveau de vie, revenus
En 2006, 31,1 % de la population cantilienne âgée de 15 ans et plus non scolarisée sont diplômés de l'enseignement supérieur dont 19,1 % à bac+3 et plus (ils ne sont que 18,6 % de diplômés dans l'Oise). À l'inverse, moins de 14 % n'ont aucun diplôme alors qu'ils sont 23 % dans l'Oise,.
Toujours en 2006, la commune compte près de 14 % de Cantiliens, âgés de 15 ans et plus, appartenant à la catégorie socio-professionnelle des cadres et professions intellectuelles supérieures (contre seulement 7,2 % dans l'Oise), 18,8 % aux professions intermédiaires et 18 % d'employés. À l'inverse, on compte 9,2 % d'ouvriers (contre 17,7 % dans l'Oise), 2,8 % d'artisans et commerçants. Depuis 1999, on constate une augmentation des catégories sociales supérieures dans la population cantilienne et une légère baisse des catégories sociales modestes. La proportion de retraités est en forte augmentation puisqu'elle est passée de 20 % en 1999 à 24 % en 2006. Il faut noter que l'on compte par ailleurs 17 personnes recensées appartenant à la catégorie « Agriculteurs exploitants » en raison du rattachement des activités d'entraînement hippique au régime social et fiscal agricole.
Sur 6 903 foyers fiscaux à Chantilly en 2006, 4 622 sont imposés soit 67 % contre seulement 49 % en France. Le revenu net moyen imposable pour l'ensemble des foyers cantiliens est de 27 536 € contre un peu moins de 16 000 € en moyenne nationale. Le revenu fiscal médian par ménage était en 2006 de 21 681 €, ce qui place Chantilly au 1 582e rang parmi les 30 687 communes de plus de 50 ménages en métropole.

### Enseignement

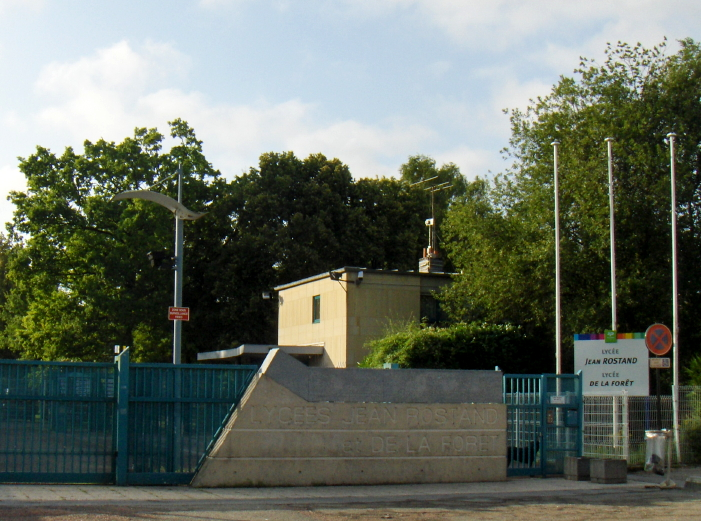
Entrée des lycées publics de Chantilly.

Chantilly dépend de l'académie d'Amiens et de la circonscription de l'Éducation nationale de Senlis pour l'enseignement primaire.
La ville compte :
- cinq écoles maternelles publiques : l'école du Coq chantant, l'école du Bois Saint-Denis, l'école Jean Mermoz, l'école Michel Lefébure, l'école les Tilleuls ;
- trois écoles élémentaires publiques : l'école du Coq chantant, l'école du Bois Saint-Denis, l'école Paul Cézanne.

Les écoles de la ville ont accueilli 1010 élèves à la rentrée 2011/2012.
Trois établissements publics secondaires sont présents dans la ville dont deux lycées situés dans la même cité scolaire :
- le collège des Bourgognes avec 613 élèves et 37 enseignants en 2009[132] ;
- le lycée général et technologique Jean-Rostand avec 1 051 élèves et 112 enseignants en 2009. Il comprend une section européenne (allemand) et internationale (anglais) et forme à des bacs généraux et technologiques ainsi qu'à des BTS comptabilité et gestion. Le taux de réussite au bac était de 83 % en 2008[133] ;
- le lycée professionnel de la Forêt avec 557 élèves et 51 enseignants en 2009. Il forme à des CAP et bacs professionnels services, comptabilité et secrétariat[134].

Chantilly compte également :
- une école primaire privée sous contrat : l'école Saint-Louis (157 élèves en 2011/2012)[135];
- une école privée primaire bilingue anglaise hors contrat : la Bilingual Montessori School de l’Oise[136] ;
- un lycée privé sous contrat : le lycée professionnel Croiset avec 123 élèves et 13 enseignants, formant à des bacs professionnels comptabilité et secrétariat[137].

### Santé

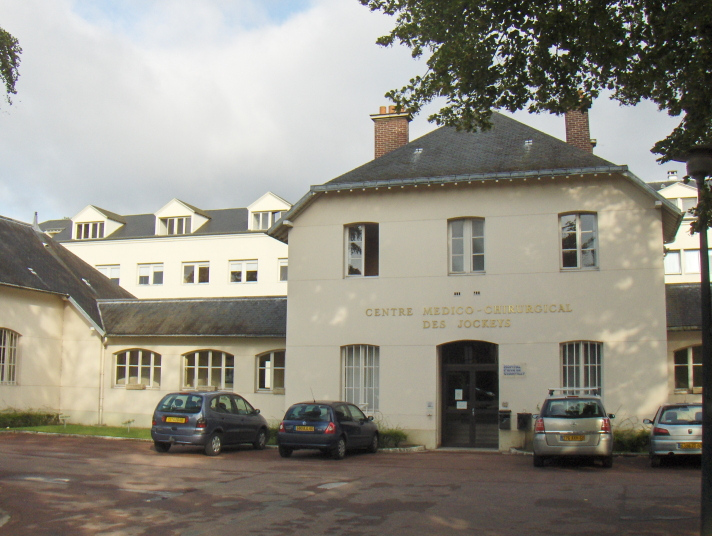
Entrée de la clinique des Jockeys

Outre trois maisons de retraite, Chantilly compte trois établissements de santé spécialisés.
La clinique des Jockeys, devenu l'hôpital privé de Chantilly (bien que géographiquement situé à Gouvieux) a été fondé en 1896 pour le milieu hippique à l'origine. Il regroupe des services de médecine générale, de chirurgie et de gynécologie obstétrique ; il comprend 74 lits. Il est en 2009 en cours d'extension à la suite de sa fusion avec les cliniques de Creil et de Senlis, et doit accueillir en 2015 un service complet d'urgences.
La fondation Condé, appelé autrefois « hospice Condé », est un centre gériatrique, situé place Versepuy comprenant 100 lits de soins de suite et d'hospitalisation de longue durée. C'est l'héritier de « la Charité », hospice géré par les Sœurs de la Charité et fondé en 1647 par Charlotte Marguerite de Montmorency à Vineuil-Saint-Firmin. En 1711, l'hospice est transféré à Chantilly et installé à l'emplacement actuel en 1723, à l'extrémité de la rue du Connétable. À partir de 1818, l'institution est gérée par la fondation Condé, sous la houlette de la famille d'Orléans. L'ensemble est considérablement transformé au XIXe siècle puis à partir de 1965 lorsqu'une partie des bâtiments donnant sur la place Omer-Vallon ainsi que les jardins sont transformés en logements sociaux. La fondation a connu de nombreux déboires dans sa gestion financière alors que le  « comte de Paris » était à la tête du conseil d'administration. L'institution conserve deux chapelles ainsi qu'un patrimoine mobilier hospitalier classé.
La fondation Alphonse de Rothschild est un centre de soins de suite, de rééducation et de réadaptation fonctionnelles pour adultes comprenant 74 lits. Fondé en 1922 par le baron Édouard de Rothschild en hommage à son père Alphonse de Rothschild, elle est installée depuis 2007 dans de nouveaux locaux (situés géographiquement sur Gouvieux).
Par ailleurs, en juillet 2009, 21 médecins généralistes, 16 chirurgiens-dentistes, 14 kinésithérapeutes et 5 pharmacies sont installés à Chantilly.

### Sports

#### Équipements sportifs
Chantilly est équipée de nombreux équipements sportifs :
- un stade principal : le stade des Bourgognes comportant 6 terrains de football, une piste d'athlétisme, un terrain de rugby et un skate-park ;
- deux salles de sports : la halle des Bourgognes (sports individuels : salle d’escrime, salle de danse, judo, mur d’escalade) et la salle Decrombecque (sports collectifs : handball, basket-ball) ;
- deux city-stades de quartiers, petits terrains synthétiques permettant la pratique de plusieurs sports collectifs[144] ;
- plusieurs terrains de golf, présents dans l'agglomération de Chantilly. Le plus ancien, le « Golf de Chantilly » est situé sur la commune de Vineuil-Saint-Firmin et a été inauguré en 1909. Il comprend 36 trous (deux parcours de 18 trous) et a été dessiné par l'architecte de golf Tom Simpson. Son accès est limité à ses membres et à leurs invités[145]. On trouve par ailleurs un terrain de golf à l'hôtel Dolce (18 trous) situé également à Vineuil-Saint-Firmin, ainsi que le golf du Lys (18 trous) entre Gouvieux et Lamorlaye ;
- un terrain de polo : le « Polo Club de Chantilly » (situé géographiquement à Apremont), premier centre de polo d'Europe occidentale[146]. Déployé sur 300 ha, il compte 400 licenciés et un millier de chevaux[147] ;
- une piscine intercommunale située à Gouvieux ;
- l'hippodrome servant par ailleurs régulièrement de terrain (ou « spot ») pour la pratique du cerf-volant[148].

#### Associations et clubs
Il existe 33 associations sportives dont deux clubs principaux : l'Union sportive de Chantilly (football et athlétisme) et le Groupement athlétique et sportif de Chantilly (basket-ball, gymnastique et tennis de table).
La ville détient une compagnie d'archers, créée en 1730 et nommée « Première Compagnie d'arc de Chantilly », comme le veut la tradition dans le Valois. Son jeu (terrain) de tir à l'arc est situé au Bois Bourillon après avoir été déplacé au XIXe siècle de la pelouse à la suite de l'extension de l'hippodrome.
La ville possède un centre équestre : le « Cercle hippique de Chantilly » (écurie Cusenza). Autrefois situé dans les Grandes Écuries, il est situé actuellement au Bois Saint-Denis. On compte par ailleurs 13 autres clubs affiliés à la Fédération française d'équitation, dans l'agglomération cantilienne.

#### Événements sportifs
Outre les courses de plat organisées d'avril à octobre par France Galop, l'hippodrome est lieu du Jumping de Chantilly : selon l'année une ou deux réunions de concours de sauts d'obstacles sont ainsi organisées chaque année, le premier en avril et le CSI***** en juillet qui appartient au Global Champions Tour.
Les Internationaux de France amateur de golf (la Coupe Murat) ont lieu chaque année au golf de Chantilly au mois de mai. Dans une autre discipline, l'Open de France Polo Cup se déroule chaque année au Polo Club de Chantilly depuis 2001. La Coupe du monde de polo s'y est déroulée en 2004.
Du fait de l'équipement hôtelier de la ville, des équipes de football viennent régulièrement effectuer des stages ou des séjours dans la ville ou aux environs immédiats. Cette habitude remonte à la préparation de l'équipe de France pour la coupe du monde de 1938. Elle s'est poursuivie jusqu'à aujourd'hui, comme lors de la préparation de l'Olympique de Marseille pour la finale de la Coupe de France 2007. Le stade des Bourgognes est à ces occasions parfois utilisé pour des entraînements publics. C'est encore le cas en 2016 à l'occasion de le championnat d'Europe de football lorsque l'équipe d'Angleterre s'installe au sein de l'auberge du Jeu de Paume, l'hôtel cinq étoile de la ville.
Le 21 juillet 2016, Chantilly est la ville départ de la 21e et dernière étape du Tour de France 2016.
En avril, le marathon de Chantilly est organisé avec 3 épreuves proposées : le 10 km, le marathon trio ou le marathon. Il se situe entre le château, le parc abritant les jardins Le Nôtre, les grandes écuries, le musée du cheval et l’hippodrome.

### Médias
Aucune rédaction de presse n'est installée dans la ville, des correspondants relayant les informations locales pour les quotidiens Le Parisien, Le Courrier picard et l'hebdomadaire Oise Hebdo. Aucune radio n'est basée dans la ville.
La seule publication locale régulière en dehors du journal municipal Vivre à Chantilly est le journal de la paroisse catholique. Il existe par ailleurs un blog d'information locale actif sur la ville appelé Le Cantilien.

### Cultes

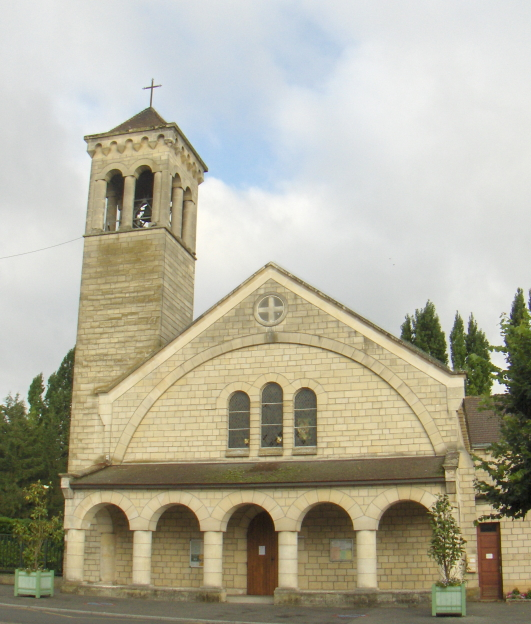
L'église Sainte-Thérèse dans le quartier du Bois Saint-Denis.

Les Cantiliens ont la possibilité de pratiquer les cultes catholique et anglican.
La paroisse Sainte-Famille de Chantilly, rattachée au diocèse de Beauvais, Noyon et Senlis et couvrant les communes de Chantilly, Vineuil-Saint-Firmin et Apremont dispose de quatre lieux de culte à Chantilly :
- l'église Notre-Dame-de-l'Assomption ;
- l'église Sainte-Thérèse du Bois-Saint-Denis (construite en 1950) ;
- l'église Saint-François dans le quartier du Coq chantant (construite en 1967) ;
- la chapelle de la fondation Condé.

Le culte anglican est exercé de nos jours par un chapelain présent à temps plein à la paroisse Saint-Peter's Church. Le terrain a été cédé gracieusement par le duc d'Aumale en 1860 à la communauté britannique cantilienne pour la construction d'un lieu de culte. L'église a été construite entre 1865 et 1870 dans le style néo-gothique des petites églises rurales anglaises.

## Économie
L'histoire économique de la ville est indissociable de la Noblesse. Elle est à l'origine d'une des activités encore essentielles de la ville et de son agglomération : l'hippisme. L'autre grande activité est le tourisme.

### Emploi et activités
La population active représente 5 888 personnes à Chantilly soit 53 % de la population totale et 80 % des 15-64 ans. Une grande part de cette population active, 41 %, travaille en dehors du département, soit pour la quasi-totalité en Île-de-France, à Paris ou dans la zone de l'aéroport de Paris-Charles-de-Gaulle, et cette proportion continue d'augmenter légèrement. On observe ainsi 7 000 déplacements domicile-travail entre le canton de Chantilly et l'Île-de-France. Une moindre part, 31 %, travaille dans la commune.
Il n'y a pas de grandes entreprises installées à Chantilly, ni dans les environs : le plus grand employeur y est le lycée Jean Rostand, suivi de la commune elle-même, puis l'entreprise EDI informatique mais aucun ne dépasse les 250 employés. La ville compte au total 801 entreprises au 1er janvier 2007 dont 193 commerces. Le taux de chômage s'élève à 8,4 % (au sens du recensement) contre 10,7 % dans le département de l'Oise. Chantilly appartient à la zone d'emploi du Sud-Oise, le bassin d'emploi le plus grand de Picardie avec celui d'Amiens.

### Secteur hippique

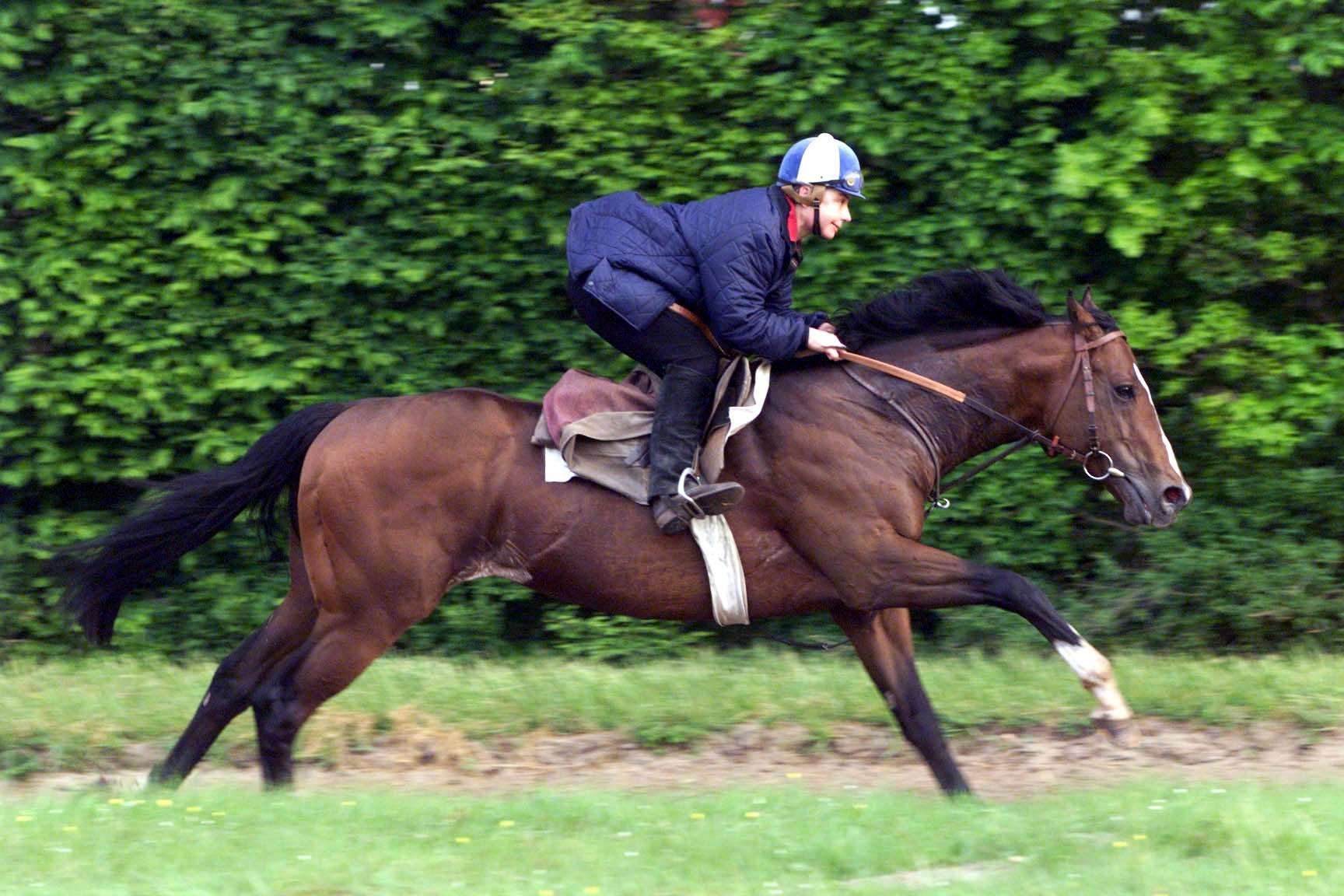
Entraînement d'un pur-sang dans une allée réservée aux chevaux de la forêt de Chantilly.

Chantilly est le plus grand centre d'entraînement de chevaux de courses en France avec 2 633 chevaux dont 2 620 pur-sang hébergés dans une centaine d'écuries appartenant à des entraîneurs, soit 70 % des chevaux des courses parisiennes. Le deuxième centre, à Maisons-Laffitte, ne concentre que 800 chevaux. Ce secteur représente dans l'agglomération près de 2 000 emplois directs et indirects.

#### Entraîneurs et jockeys
Avec la pression foncière dans la ville, les écuries ne se trouvent plus de nos jours que dans le quartier du Bois Saint-Denis où on en recense 30, spécialisées dans le galop. Par ailleurs, 54 autres, toujours spécialisées dans le galop sont installées à Lamorlaye, Gouvieux, Coye-la-Forêt et pour une part moindre à Avilly-Saint-Léonard. Les jockeys résident dans la commune pour 59 d'entre eux dont 23 femmes. On compte 109 autres jockeys qui résident dans le reste de l'agglomération.
Parmi les entraîneurs les plus célèbres basés dans l'agglomération, figurent Christiane Head, Freddy Head, Pascal Bary, André Fabre, Marcel Rolland, Ellie Lellouche, Nicolas Clément, Alain de Royer-Dupré et ceux des écuries de Karim Aga Khan IV. Parmi les jockeys, on peut citer Dominique Bœuf, Christophe-Patrice Lemaire, Olivier Peslier, Thierry Thulliez, Thierry Jarnet.

#### Le centre d'entraînement de France Galop

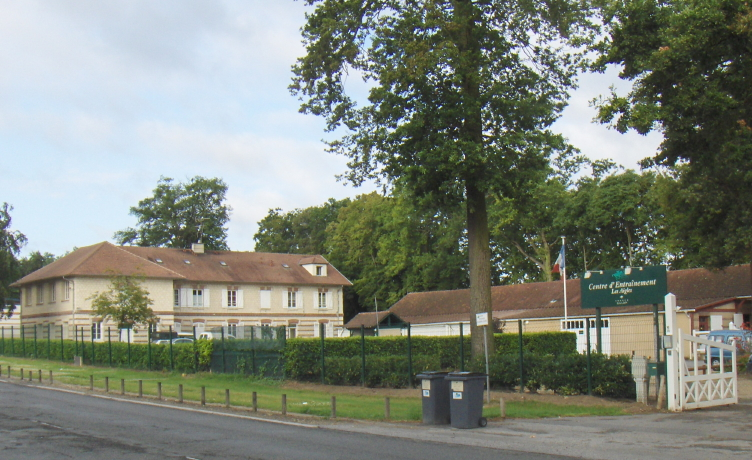
Installations de France Galop entre Chantilly et Gouvieux : le centre d'entraînement des Aigles.

Les écuries affiliées à France Galop utilisent les équipements hippiques gérés et entretenus par cette dernière institution qui emploie 60 permanents et 30 saisonniers. L'ensemble de ces sites représentent 1 900 ha. Parmi ces installations utilisées pour l'entraînement, on compte : le terrain des Aigles à Gouvieux (220 ha pour une quarantaine d'entraîneurs), les terrains de Lamorlaye et Coye-la-Forêt (60 ha pour une trentaine d'entraîneurs), le terrain de Avilly-Saint-Léonard (15 ha), mais aussi les pistes dans la forêt de Chantilly elle-même (47 km de pistes sur 1 500 ha strictement réservées à l'usage des chevaux à certaines heures de la journée). On compte enfin au total 120 ha de pistes en gazon, 120 km de pistes de sable, 12 km de pistes d'obstacles, et une piste en sable fibré. Ces équipements sont utilisés 365 jours par an quel que soit le temps, ce qui représente 33 000 galops par an dont 2 000 sur le seul hippodrome.

#### L'environnement économique de l'hippisme
Un certain nombre d'entreprises et de professionnels gravitent autour du milieu hippique à Chantilly et dans son agglomération. Parmi eux, on trouve deux sociétés principales de transports basées à Lamorlaye et Gouvieux, des vétérinaires équins (3 à Chantilly et 5 dans le reste de l'agglomération), mais aussi des maréchaux-ferrants (1 à Chantilly, 4 dans l'agglomération), des selliers-bourreliers (1 à Chantilly, 7 dans l'agglomération). On recense aussi 2 courtiers en chevaux de courses dans la commune et 5 dans les environs.
Le secteur hippique de Chantilly comprend par ailleurs une école des courses hippiques, l'AFASEC « Le Moulin à vent », basée à Gouvieux et dont le siège national est à Chantilly. Elle forme 185 cavaliers d'entraînement et jockeys qui sont en partie logés dans un foyer situé à Chantilly.

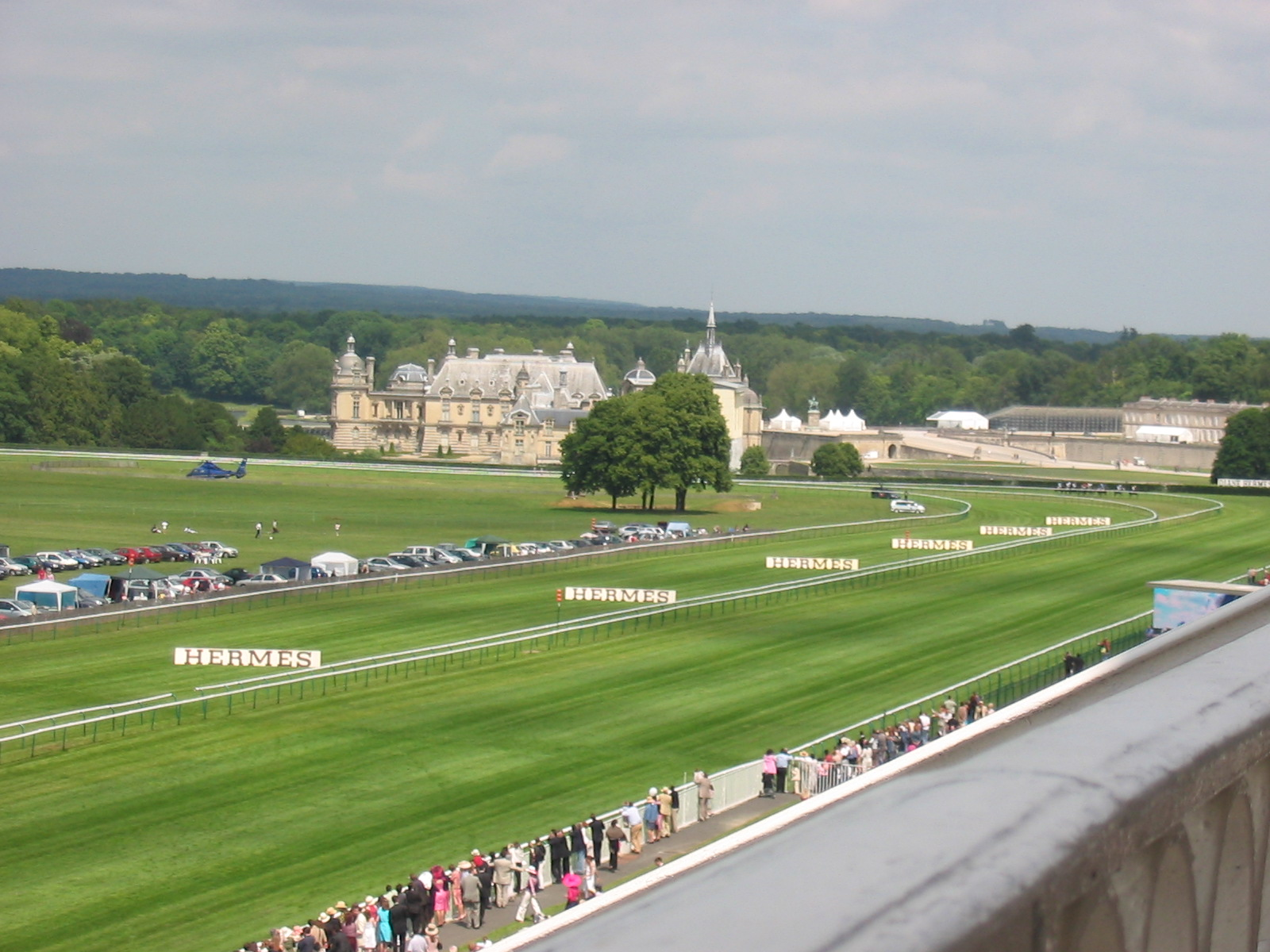
Le champ de course lors du Prix de Diane en 2004.

Enfin, une usine de méthanisation du fumier de cheval issu des écuries de l'agglomération doit être construite sur un terrain de 3,5 ha, dans la commune.

#### L'hippodrome
L'hippodrome de Chantilly, spécialisé en courses de plat, accueille 25 réunions et 197 courses hippiques par an, dont les prestigieux prix du Jockey Club et prix de Diane. Il est l'un des 6 hippodromes parisiens gérés par France Galop même si l'Institut de France en est le propriétaire. Menacé de fermeture, il a fait l'objet de 24 millions d'euros d'investissements pour sa modernisation par le biais d'un groupement d'intérêt public réunissant la mairie, la communauté de communes de l'aire cantilienne, le conseil général de l'Oise, le conseil régional de Picardie, France Galop, l'Institut de France et le prince Karim Aga Khan IV. Les travaux qui ont duré jusqu'en 2007, ont consisté en la réhabilitation et la modernisation des tribunes, la création d'un nouveau rond de présentation ainsi que la construction d'un bâtiment de pesage et l'aménagement de nouveaux parkings. Il accueille de nos jours 40 000 visiteurs par an. Une piste en sable fibré, la seule des hippodromes parisiens, a été aménagée pour permettre la tenue de courses à n'importe quelle saison et passer ainsi à 39 réunions par an.

### Tourisme
Le tourisme est lié à la présence du domaine de Chantilly. En effet les deux moteurs de fréquentation sont le château de Chantilly et son parc qui ont attiré 258 850 visiteurs et le musée vivant du cheval avec 148 807 visiteurs en 2007. Le reste de la fréquentation touristique est lié à la visite de la forêt. Selon les études, la forêt est visitée chaque année par 1,7 à 4,3 millions de Franciliens, ce qui en fait la 7e forêt la plus visitée dans l'agglomération parisienne. L'ensemble du domaine accueille jusqu'à 20 000 visiteurs simultanément en période de pointe. Les visiteurs de Chantilly sont essentiellement des excursionnistes ne passant pas plus d'une journée sur les sites. Les visiteurs étrangers ne représentent que 15 % du total contrairement à d'autres sites comme Versailles ou Fontainebleau.
En 2005, face aux difficultés de gestion du domaine de Chantilly par l'Institut de France, il est décidé de créer une fondation pour la gestion des éléments les plus importants et prestigieux que sont le Château, le parc et les Grandes Écuries : c'est la Fondation pour la sauvegarde et le développement du domaine de Chantilly. Elle est fondée à l'initiative et avec le soutien financier de Karim Aga Khan IV. Elle est chargée de réaliser le développement économique du domaine, la promotion du tourisme tout en assurant sa restauration et sa pérennité,.
L'autre axe du tourisme de l'agglomération est lié au tourisme d'affaires. La proximité de Paris, de l'aéroport de Paris-Charles-de-Gaulle et aussi son équipement hôtelier en font un lieu privilégié pour les séminaires d'entreprises (plus de 2 000 par an). Chantilly et ses environs immédiats possèdent cinq hôtels quatre étoiles (l'auberge du Jeu de Paume à Chantilly près du château, propriété de la Fondation Aga Khan (en) (Aga Khan Foundation, AKF), l'Hotel du Parc situé au cœur de la ville à proximité de la gare, le Dolce à Vineuil-Saint-Firmin, le Montvillargenne à Gouvieux et le Mont-Royal un peu plus loin à La Chapelle-en-Serval) et quatre hôtels trois étoiles. Un centre de séminaires d'entreprise, filiale de la société Capgemini est situé à proximité immédiate de la ville, sur le territoire de Gouvieux. Les différents sites d'accueil de séminaires de la région se sont regroupés sous la marque « Destination Chantilly ». Une autre résidence de luxe est prévue à Avilly-Saint-Léonard.
Aussi Chantilly constitue l'un des centres majeurs touristiques du sud de l’Oise au cœur du parc naturel régional Oise-Pays de France. Tout autour se trouvent des sites historiques notables tels que la ville médiévale de Senlis et sa cathédrale à 10 km, l'abbaye de Chaalis, l'abbaye du Moncel, l'abbaye de Royaumont à 11 km ou encore l'église prieurale de Saint-Leu-d'Esserent. Se trouvent à proximité également des sites naturels préservés avec notamment la présence des forêts d'Halatte et d'Ermenonville, du parc Jean-Jacques-Rousseau à Ermenonville. Enfin, des sites touristiques de loisirs comme La Mer de sable et le Parc Astérix se situent non loin de là.

## Lieux et monuments

### Monuments inscrits et classés

#### Le château de Chantilly

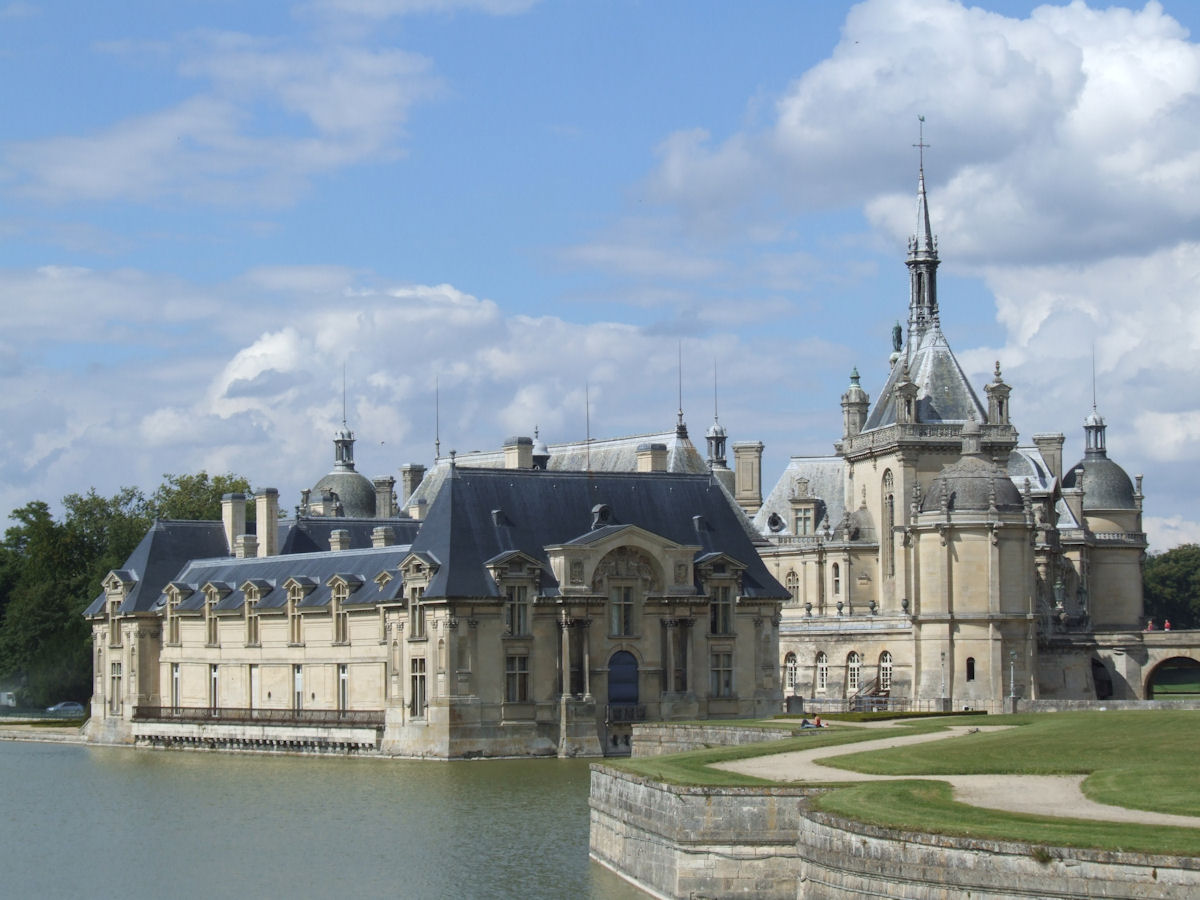
Le château de Chantilly.
Le Petit Château se trouve au premier plan.

Le château de Chantilly est bâti pour les Montmorency puis résidence des Condé et enfin du duc d'Aumale, cinquième fils de Louis-Philippe, qui en fit don à l'Institut de France. Le château est constitué de deux parties : le Petit Château et le Château Neuf. Le premier est construit en 1560 par l'architecte Jean Bullant pour le connétable Anne de Montmorency. Sa décoration intérieure remonte au XVIIIe siècle pour les grands appartements et est signée Jean Aubert, Christophe Huet, Jean-Baptiste Oudry. Les petits appartements réaménagés au XIXe siècle en occupent le rez-de-chaussée. Le Château Neuf est construit par l'architecte Honoré Daumet entre 1876 et 1882 à l'emplacement de la partie détruite au début du XIXe siècle et comporte les galeries de peinture, les bibliothèques ainsi que la chapelle. Une galerie, construite par l'architecte Félix Duban dans les années 1840, relie les deux bâtiments.
Le château est entouré d'un parc de 115 ha dont 25 ha de plans d'eau. On y distingue les grands parterres dessinés par André Le Nôtre, le jardin anglo-chinois aménagé entre 1772 et 1774 au centre duquel se trouve le Hameau de Chantilly, le jardin anglais, aménagé en 1817 autour du temple de Vénus dans la partie ouest et enfin, en limite de forêt, les parcs de la Cabotière et de Sylvie. L'ensemble du domaine est classé au titre des monuments historiques par arrêtés des 24 octobre et 30 décembre 1988. Il constitue par ailleurs un site classé.

#### Le musée Condé
Le musée Condé, situé dans le château est l'une des plus grandes collections d'art ancien en France et la deuxième collection de peinture ancienne en France après le musée du Louvre. Le musée est aussi célèbre pour abriter une collection de 1 300 manuscrits parmi lesquels Les Très Riches Heures du duc de Berry. Cette collection ne peut être ni modifiée dans sa présentation ni prêtée, conformément aux conditions du legs du duc d'Aumale à l'Institut de France, et reste donc en permanence sur le territoire de la commune.

#### Les Grandes Écuries

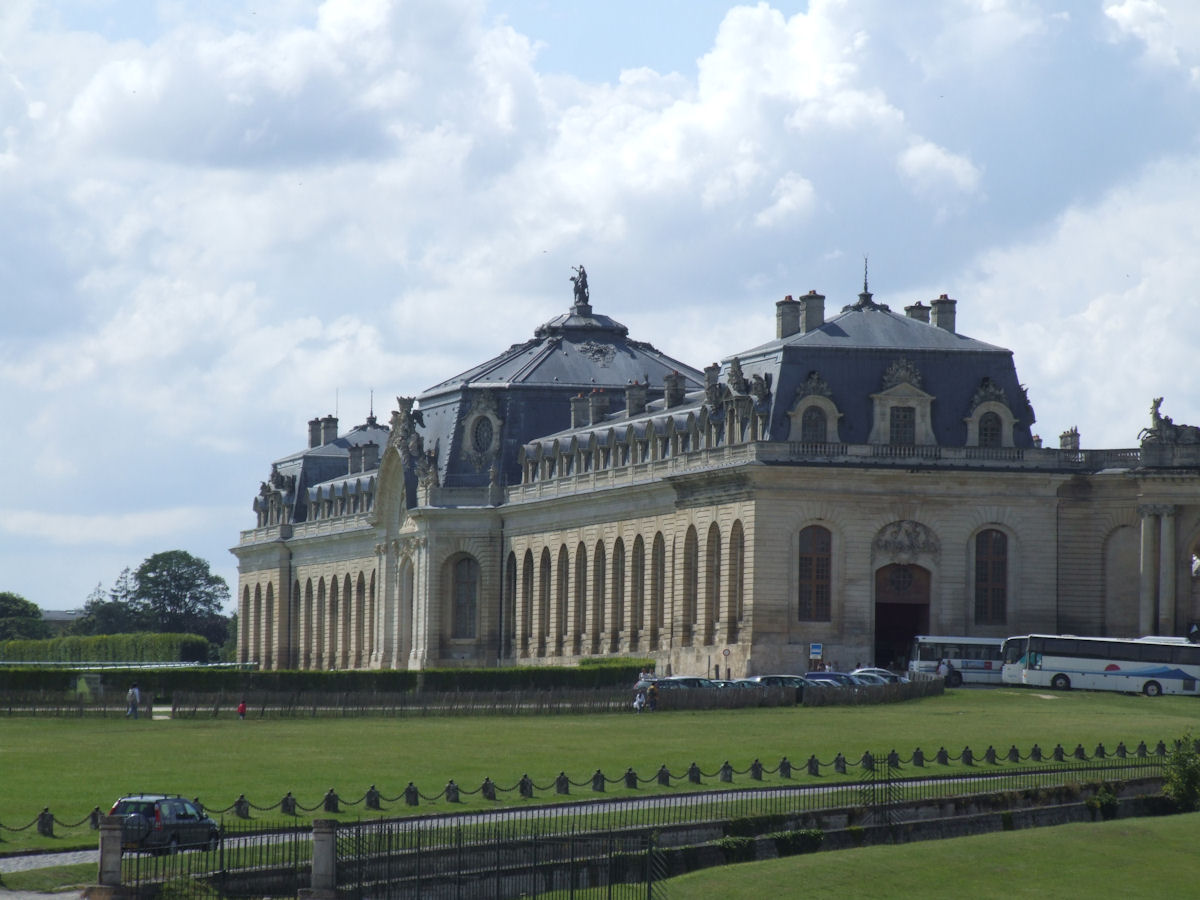
Les Grandes Écuries.

Les Grandes Écuries, où se situe le musée vivant du cheval, sont l'un des sites équestres les plus visités au monde. Elles sont construites entre 1719 et 1740 par Jean Aubert. Longues de 186 mètres avec un dôme central culminant à 38 mètres de hauteur, elles pouvaient accueillir 240 chevaux et 500 chiens pour les chasses à courre quotidiennes. Des reprises ou démonstrations de dressage ont lieu tous les jours dans la carrière. Des spectacles équestres sont organisés régulièrement sous le grand dôme.

#### La porte Saint-Denis
La porte Saint-Denis est un des édifices d'un pavillon inachevé prévu à l'origine à la symétrie du pavillon de l'entrée actuelle des Grandes Écuries, de l'autre côté du manège à ciel ouvert. En 1740, à la mort du duc de Bourbon, seule cette partie n'est pas achevée lorsque les travaux sont arrêtés. Ce pavillon devait être aménagé pour marquer l'entrée monumentale de la ville naissante. Son nom vient des anciennes possessions foncières de l'abbaye de Saint-Denis autrefois situées dans les environs immédiats du château.

#### L'hippodrome

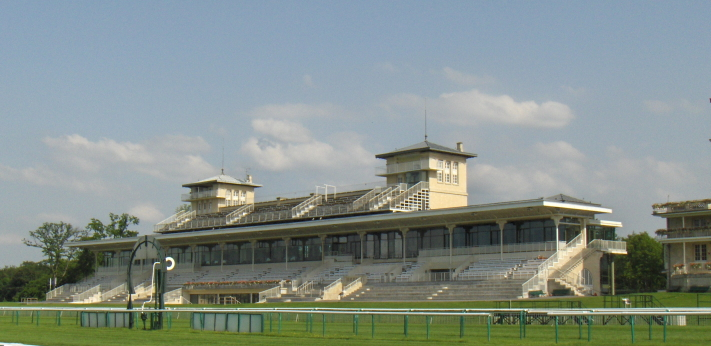
Les grandes tribunes de l'hippodrome de Chantilly.

L'hippodrome de Chantilly est inauguré le 15 mai 1834 mais le tracé des pistes actuelles date de 1879. Les grandes tribunes sont construites en 1881 par Honoré Daumet ce qui en fait les plus anciennes tribunes hippiques en France. L'ancien bâtiment de pesage est pour sa part construit en 1891 par Charles Girault et la tribune du comité, ancienne tribune du prince, par l'architecte Saint-Ange en 1911. La grande tribune publique, la tribune du Comité ainsi que l'ancien bâtiment du pesage sont inscrits au titre des monuments historiques par arrêté du 27 octobre 1995.

#### Le pavillon de Manse
Au bord de la Nonette, au cœur de Chantilly, le pavillon de Manse a été construit en 1678 par Jules Hardouin-Mansart, architecte des Condé, pour abriter une machine hydraulique. Son rôle était de puiser l'eau d'une source à son aplomb, de l'élever pour remplir un réservoir à ciel ouvert, et de là, la distribuer aux bassins, fontaines, cascades et jets d'eau qui ornaient la partie ouest des jardins du Grand Condé, dessinés par Le Nôtre. Le mécanisme a été entièrement reconstitué par l'association chargée de la mise en valeur du site. Accolé au pavillon de Manse se trouve un autre bâtiment construit au XIXe siècle destiné lui aussi à approvisionner le château et la ville en eau puis à abriter une blanchisserie industrielle que l'on peut encore visiter. Le pavillon, y compris sa machinerie et la partie des bâtiments édifiée au XIXe siècle, ainsi que le canal d'amenée et son écluse sont classés par arrêté du 9 mai 1989.

#### Le potager des Princes
Le potager des Princes correspond à l'ancien potager et à l'ancienne faisanderie du château construite en 1682. En 1773, Louis V Joseph de Bourbon-Condé transforme cette faisanderie en « pavillon Romain » dit « salon de Rafraîchissement ». Séparé du domaine à la Révolution, elle devient une propriété privée et fait notamment office de clinique équine. L'ensemble est restauré par Yves Bienaimé, créateur du musée vivant du cheval, et ouvert au public en 2002. Les façades et les toitures du bâtiment de la faisanderie, le jardin en terrasses et le parc sont inscrits au titre des monuments historiques par arrêté du 5 novembre 1975.

#### L’église Notre-Dame de l'Assomption

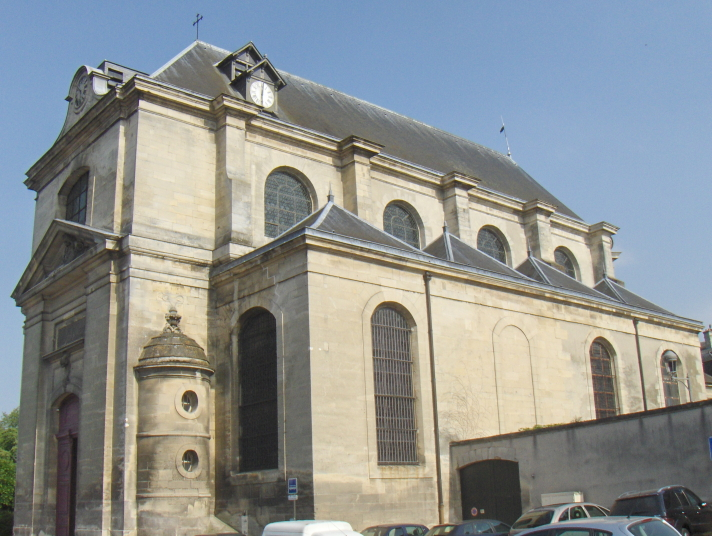
L'église Notre-Dame de l'Assomption.

L'église paroissiale est construite de 1687 à 1691, sur les plans et élévations de Jules Hardouin-Mansart par Pierre Gittard, architecte d'exécution. Elle est consacrée le 13 mars 1692. Elle est agrandie en 1724 par la construction de bas-côtés ainsi que l'adjonction d'une travée à la nef gagnée sur la rue. En 1854, un monument est aménagé dans le bas-côté droit pour accueillir les cœurs des Princes de Condé recueillis de l'ancienne chapelle du château à la Révolution. Ils retournent dans la nouvelle chapelle du château en 1883. Elle est classée par arrêté du 30 septembre 1965.

#### L’hôtel Lovenjoul
L'hôtel Lovenjoul, construit par Jean Aubert en 1730, est situé entre l'hémicycle et les maisons des officiers, au 23 de la rue du Connétable. Légué à l'Institut de France en 1906, il abrite alors la bibliothèque du vicomte Spoelberch de Lovenjoul, soit 1 400 manuscrits d'écrivains du XIXe siècle et des estampes légués eux aussi à l'Institut. Le bibliophile Georges Vicaire en est le premier conservateur. En 1987, la collection est rapatriée à la bibliothèque de l'Institut de France à Paris et le bâtiment vendu à des particuliers. Les façades et toitures de la partie XVIIIe siècle de l'hôtel sont inscrits par arrêté du 30 mars 1989.

#### La Table, dite «de Montgrésin»
La Table est située au sud de la forêt en limite du territoire de la commune et d'Avilly-Saint-Léonard, au milieu du rond-point sur la route entre La Chapelle-en-Serval et Chantilly. Elle est aussi appelée « table de Montgrésin », du nom du village d'Orry-la-Ville situé à proximité ou « table du roi ». Cette table de pierre date des aménagements des allées en forêt effectués en 1669-1670 selon les plans d'André Le Nôtre. C'est un haut lieu de la vénerie, le lieu traditionnel de rendez-vous pour le départ des équipages des princes de Condé et de leurs successeurs et le lieu de la curée. C'est aussi le lieu où les princes accueillaient leurs hôtes illustres à l'entrée de leur domaine, comme en 1671, lorsque le Grand Condé y accueille Louis XIV. La Table est inscrite par arrêté du 28 avril 1970.

### Patrimoine mobilier inscrit ou classé
L'ensemble des 119 pots à pharmacie de l'ancien hospice Condé est toujours conservé dans les bâtiments du Centre gériatrique Condé et plus précisément dans l'ancienne chapelle Saint-Laurent. Ils sont issus de l'ancienne armoire à pharmacie et datent de la fin du XVIIIe siècle. L'hospice conserve par ailleurs une collection d'objets et d'outils liés à l'activité pharmaceutique : des mortiers, des tables de préparation ainsi qu'une presse à suppositoires. L'hospice abrite aussi trois peintures du XVIIIe siècle représentant les princes de Condé. Cette collection est protégée au titre des objets monuments historiques par arrêté du 17 février 1993.
L'orgue de l'église Notre-Dame de l'Assomption est construit par John Abbey pour l'église Saint-Louis-d'Antin de Paris. Il est transféré en 1858 et réparé pour l'église de Chantilly par Cavaillé-Coll puis en 1879, sans modification depuis. Il est classé au titre des objets monuments historiques par arrêté du 15 février 1980. L'église contient par ailleurs un ensemble de cinq peintures de grand format attribuées à Louis de Boullogne et réalisées pour l'église paroissiale à la fin du XVIIe siècle. Elles représentent La Conversion de saint Hubert, L'Adoration des Bergers, un ensemble contenant L'Éducation de la Vierge et La Présentation de la Vierge au Temple et un autre ensemble La Charité de saint Hubert et Le Baptême de saint Hubert. Une croix d'autel en faïence, bois et cuivre argenté date de la fin du XVIIe siècle et début du XVIIIe siècle. Ces peintures et cet objet sont classés au titre des objets depuis le 12 mai 1912.

### Patrimoine naturel protégé
La forêt de Chantilly, qui couvre 6 344 hectares dont 1 071 ha sur la commune, soit 66 % de son territoire, est propriété de l'Institut de France et gérée par l'Office national des forêts (ONF). Elle est au cœur d'un grand massif forestier regroupant outre la forêt de Chantilly, les forêts d'Ermenonville, du Lys et d'Halatte. La forêt est protégée en tant que site classé au titre du Domaine de Chantilly et en tant que zone naturelle d'intérêt écologique, faunistique et floristique (ZNIEFF). On recense, dans cette ZNIEFF qui couvre 19 communes, neuf habitats considérés comme remarquables, rares et menacés en Europe. La forêt abrite ainsi, pour ce qui concerne la flore, neuf espèces rares et menacées en milieu tourbeux, six espèces en sous-bois calcaire, treize sur pelouses et lisières et enfin onze sur sable. Par ailleurs, la forêt accueille trois espèces de mammifères remarquables, cinq reptiles et amphibiens remarquables et menacés. La forêt comprend par ailleurs une zone de protection des oiseaux (ZICO) : sept espèces y sont jugées rares et menacées, cinq remarquables.
Le massif est le théâtre, pendant la saison, de chasses à courre, dont deux équipages sont basés à Chantilly : le Rallye Trois Forêts et le Rallye Pic'Hardy Chantilly, dont les chasses se déroulent les mardi, mercredi et samedi en forêt.
Le site de la vallée de la Nonette est pour sa part, un site naturel inscrit : il couvre l'ensemble de son bassin versant soit 50 000 ha environ sur 49 communes dont celle de Chantilly.

### Autres bâtiments et lieux

#### L’hôtel de Beauvais

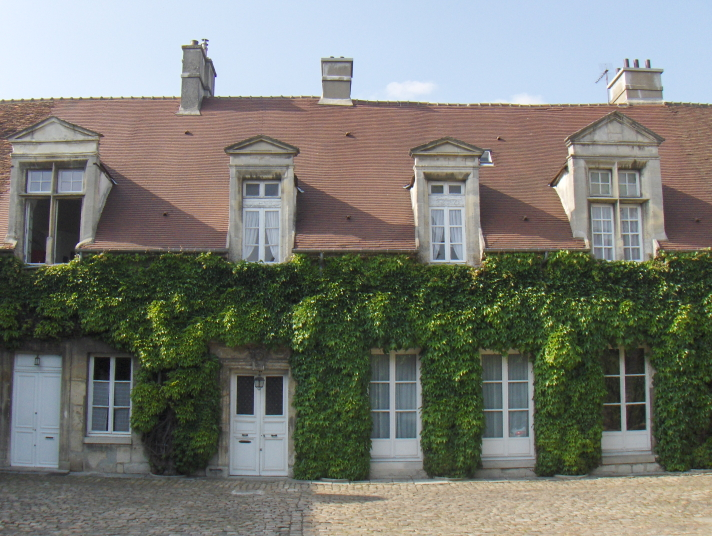
L'hôtel de Beauvais datant de 1539, situé 12, rue du Connétable.

L'hôtel de Beauvais, situé au 12 de la rue du Connétable, est la maison la plus ancienne de la ville. Elle est construite par Anne de Montmorency en 1539 pour servir alors de résidence pour le capitaine des chasses du domaine et ensuite pour régisseur du domaine. À la création de la paroisse, une partie de l'hôtel sert de résidence au curé, et ce jusqu'en 1724, date de construction d'un véritable presbytère à proximité de l'église paroissiale. En 1777, avec la réunion de tous les droits de justice des propriétés des princes de Condé à Chantilly, il devient l'hôtel des juridictions, fait office de prison et de résidence du notaire de la ville. En 1790, elle devient la première mairie de la commune.

#### L’hôtel Quinquempoix
L’hôtel Quinquempoix, construit en 1553 et situé à l'actuel 50 rue du Connétable, a servi de résidence à l'écuyer du Connétable puis de logement pour les menuisiers et serruriers du domaine. Une école de dessin y fut installée peu de temps avant la Révolution. Il a depuis été considérablement remanié.

#### L’hôtel d'Andigné de la Chasse
L'hôtel d'Andigné de la Chasse, situé 74 rue du Connétable, est une résidence construite au milieu d'un jardin à partir de 1790 pour un ancien évêque de Chalon-sur-Saône. Le bâtiment est racheté par la municipalité grâce à l'aide financière du Duc d'Aumale qui y installe la mairie en 1850. L'hôtel de ville est transféré dans le bâtiment actuel en 1937. Il accueille de nos jours des salles servant aux associations.

#### Le bois Bourillon
Le bois Bourillon est une portion forestière séparée du reste de la forêt par l'extrémité de l'hippodrome. Il doit son nom à un nommé « Burillon », propriétaire de la parcelle au XVIe siècle. Il accueille en son centre un cimetière depuis 1841 grâce à un don de la reine Marie-Amélie à la ville. Il est le plus ancien cimetière subsistant dans la ville. On peut y voir de nombreuses tombes monumentales et de personnages célèbres (comme celle de Félix Bollaert, président des mines de Lens), un carré réservé aux Anglais résidant dans la commune au XIXe siècle ainsi qu'un carré d'officiers polonais. Paul Cézanne a représenté ce bois lors d'un passage dans la ville en 1888.

#### La chapelle Sainte-Croix
La chapelle Sainte-Croix, dite de « la mère Mary », est l'une des sept chapelles (Saint-Pierre, Sainte-Croix-en-Jérusalem, Saint-Jean, Saint-Paul, Saint-Laurent, Saint-Sébastien, Notre-Dame) construites par Anne de Montmorency de 1534 à 1538. Elle a fait office de lieu d'habitation à la famille Mary au XIXe siècle et la chapelle en a gardé le nom en mémoire de la mère de famille qui servait de nourrice pour les enfants cantiliens à l'occasion. Elle sert de point de repère pour les turfistes lors des courses sur l'hippodrome. On trouve à proximité un obélisque dressé en hommage aux prisonniers décédés au château pendant la Terreur et enterrés à côté de la chapelle.

#### Les anciennes usines de produits photographiques Guilleminot

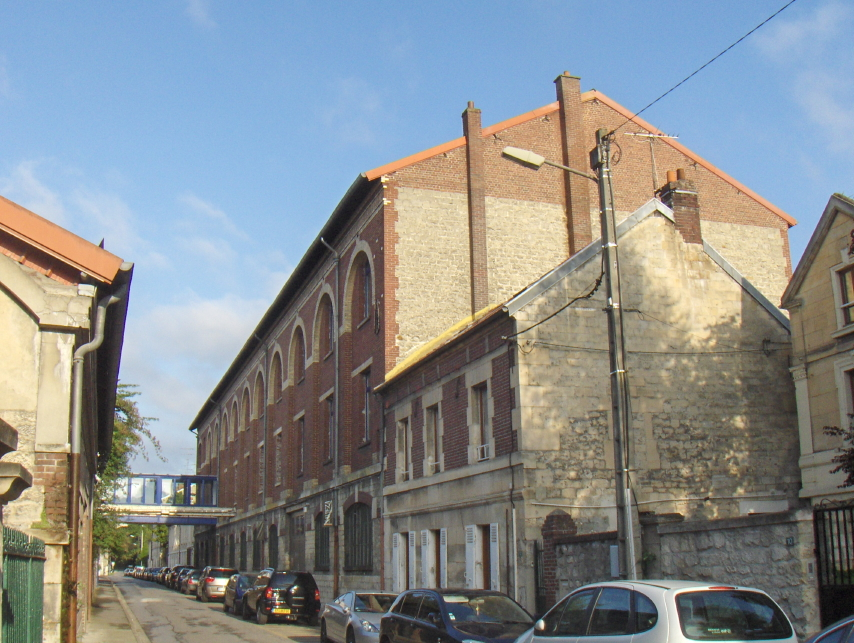
Ancienne usine Guilleminot.

Les anciennes usines Guilleminot, installées en 1892 à proximité du viaduc dans une ancienne filature de laine, profitent de la rivière et de son eau en abondance. L'usine produit d'abord des plaques photographiques puis des films et du papier photo, et se spécialise dans la fourniture pour photographie d'art. Parmi les dernières usines du genre en France, elles ferment en 1992 et le bâtiment est transformé en hôtel d'entreprises. Celui-ci conserve un aspect industriel avec ses briques et sa structure métallique d'origine.

#### L’hôtel du Grand Condé

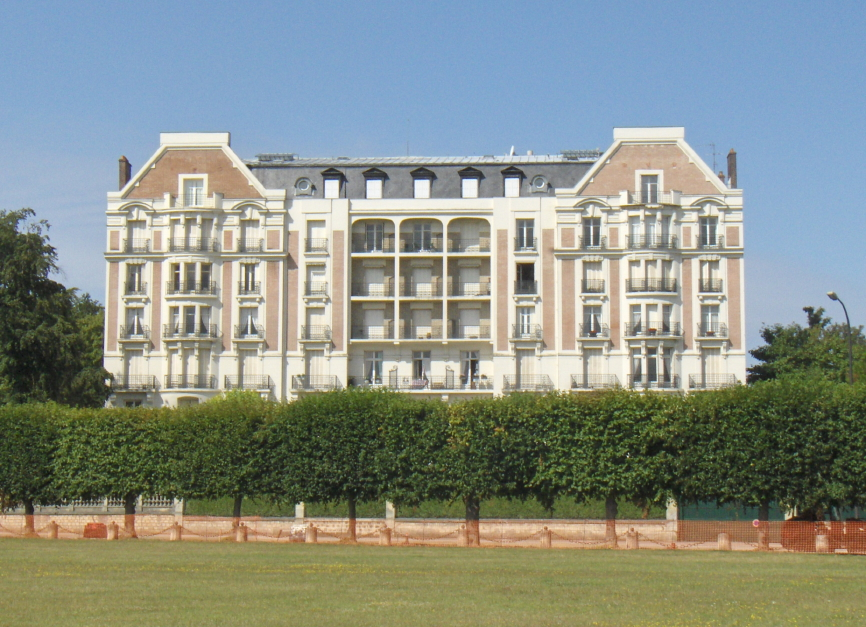
Ancien hôtel du Grand Condé vu depuis la pelouse de l'hippodrome.

L'hôtel du Grand Condé a été construit en 1908 par l'architecte Charles Holl et appartient alors à la chaîne d'hôtels Ruhl. Il compte 100 chambres avec bains et téléphone sur six étages, un bar et un restaurant avec terrasse donnant sur la pelouse. Le roi George V y a résidé à plusieurs reprises. Il est réquisitionné en 1914 pour en faire le Grand Quartier Général des armées jusqu'en 1916. Il est à nouveau réquisitionné pendant la Seconde Guerre mondiale mais par l'armée allemande puis par l'armée américaine. En 1948, il est vendu et transformé en appartements.

#### Le pavillon Egler
Le pavillon Egler désigne un ancien hôtel particulier de style Louis XIII construit à la fin du XIXe siècle englobé dans l'aménagement de l'école municipale des filles en 1912. Il sert d'hôpital militaire pendant la Première Guerre mondiale. Il abrite de nos jours le Centre culturel et le musée du patrimoine et de la dentelle.

#### La porte Richard-Lenoir
La porte Richard-Lenoir est le dernier vestige de l'ancienne usine dans laquelle s'est installée la filature de François Richard-Lenoir au début du XIXe siècle. Les bâtiments ont en effet presque entièrement été détruits par le Duc d'Aumale et seule la porte subsiste, marquant l'entrée de l'actuel parc public Watermael-Boitsfort.

### Ville d'art et d'histoire
Le Conseil national des villes et pays d’art et d’histoire, réuni le 13 février 2007, a décerné le label « Ville d’art et d’histoire » à Chantilly, qui rejoint ainsi le cercle des 137 villes et pays d’art et d’histoire. Conformément à la convention signée avec le ministère de la Culture, la commune a recruté un animateur afin de promouvoir le patrimoine de la ville et d'organiser des visites guidées.

## Culture

### Équipements

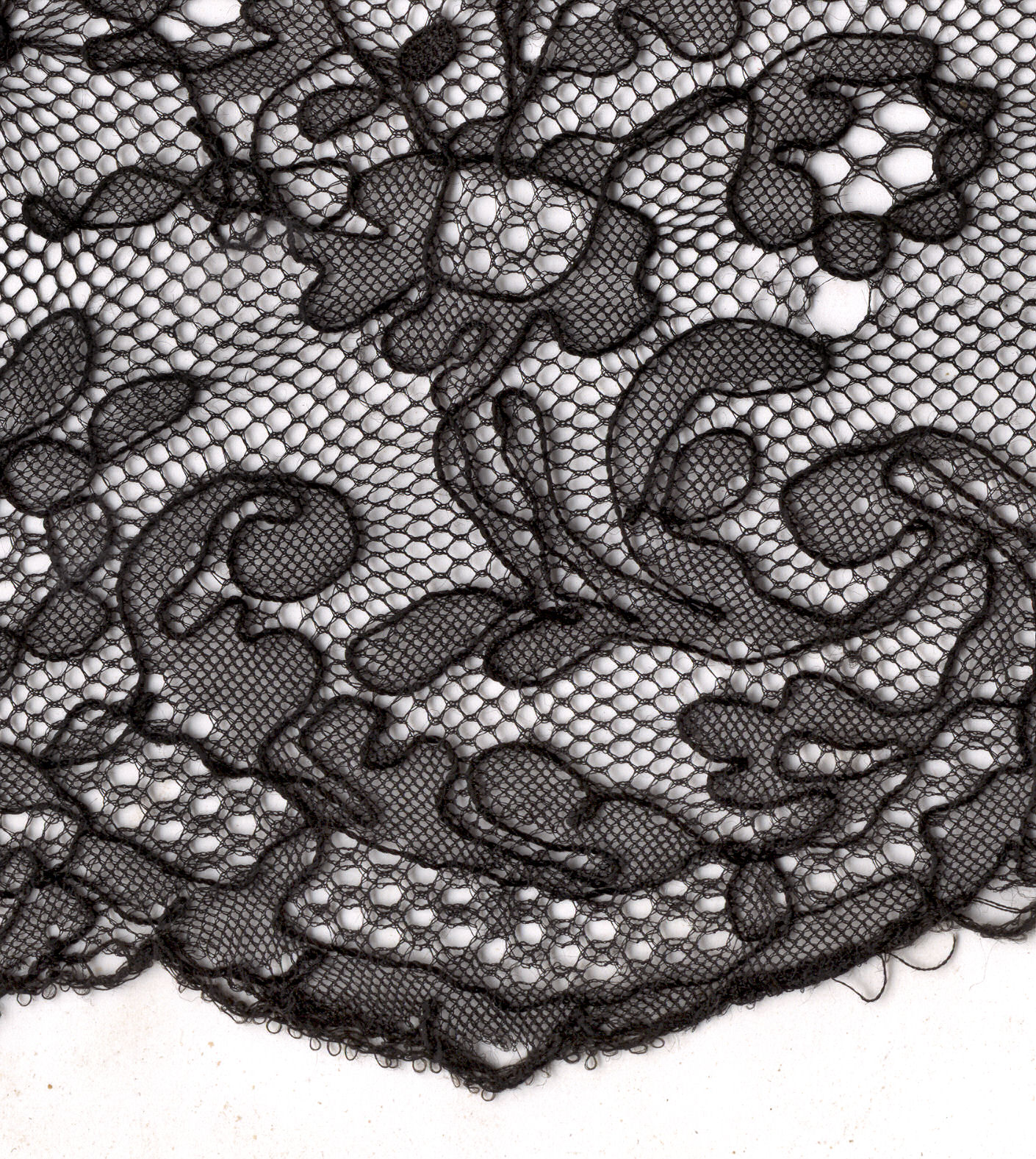
Détail d'une dentelle de Chantilly.

Les équipements culturels suivant sont présents sur le territoire de la commune :
- une médiathèque municipale contenant 100 000 documents (livres, disques et DVD), sur 1 000 m2 avec 3 500 lecteurs inscrits ;
- une école de musique associative, Le Ménestrel[217], proposant l'enseignement d'une vingtaine d'instruments différents pour 600 élèves inscrits. Elle est installée dans le bâtiment de l'ancienne piscine ;
- le centre culturel Marguerite Dembreville (activités socio-culturelles)[218] ;
- le musée de la dentelle : petit musée comprenant une collection de dentelle de Chantilly, situé au rez-de-chaussée du pavillon Egler, à proximité de la médiathèque. Il a été entièrement rénové en 2016[219] ;
- un cinéma indépendant : le cinéma Élysée. Créé en 1936, il possède 606 places réparties en quatre salles, classé Art et Essai[220]. C'est le dernier des trois cinémas qui ont existé dans la ville.

Des concerts, pièces de théâtre et spectacles sont organisés très régulièrement à la salle du Jeu de Paume du château, dans les Grandes Écuries et dans le théâtre de la Faisanderie au Potager des Princes.

### Manifestations culturelles et festivités

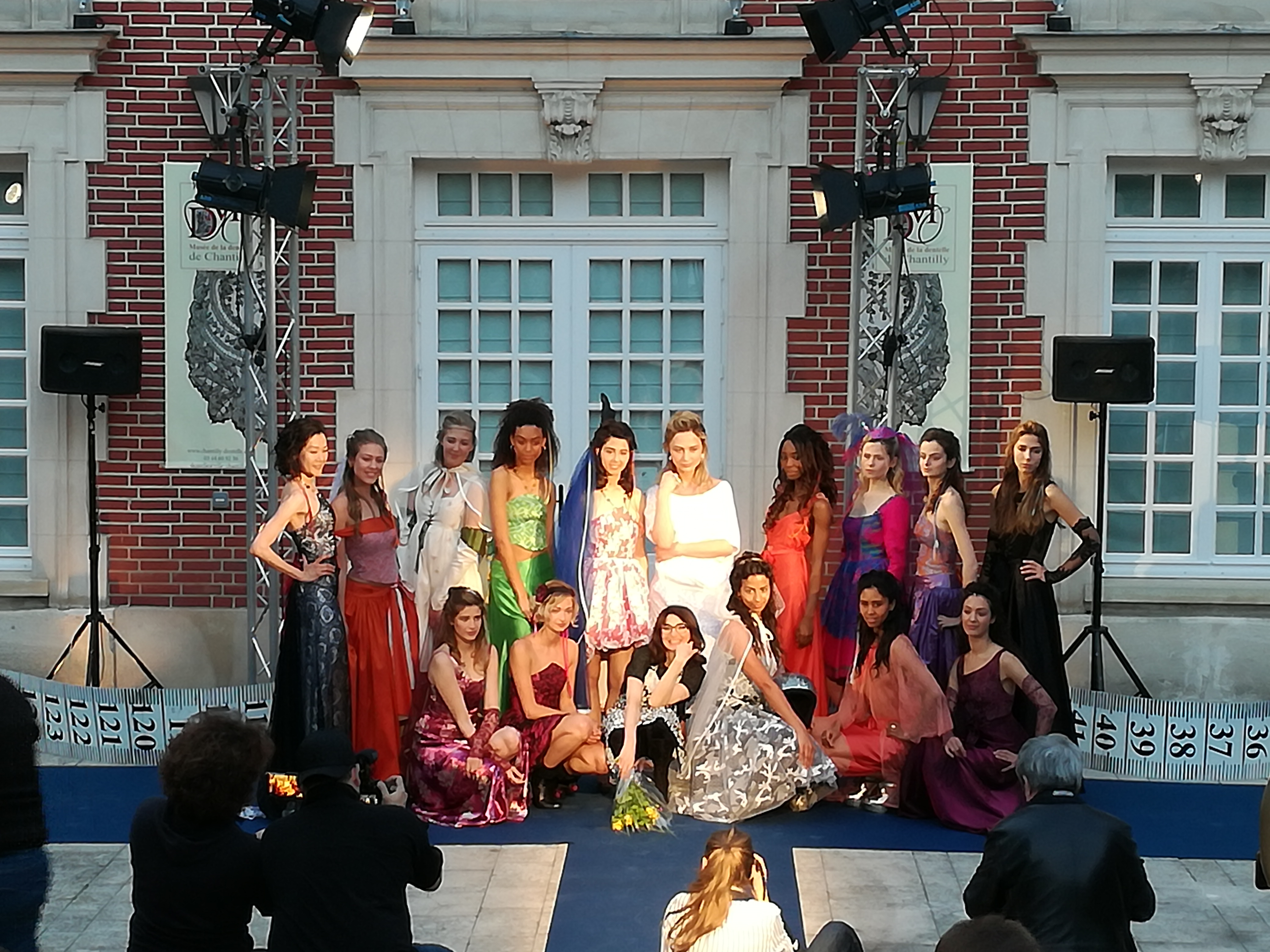
Défilé de mode au « Printemps des arts ».

Chantilly est le cadre de plusieurs événements culturels et festifs durant toute l'année :
- le printemps des arts, organisé par la commune[221] ;
- mi-juin, jusqu'en 2011, un festival de feux d'artifice appelé « les Feux de Chantilly » (anciennement « Les Nuits de feux », jusqu'en 2008), se déroulait dans le parc du château de Chantilly[222] ;

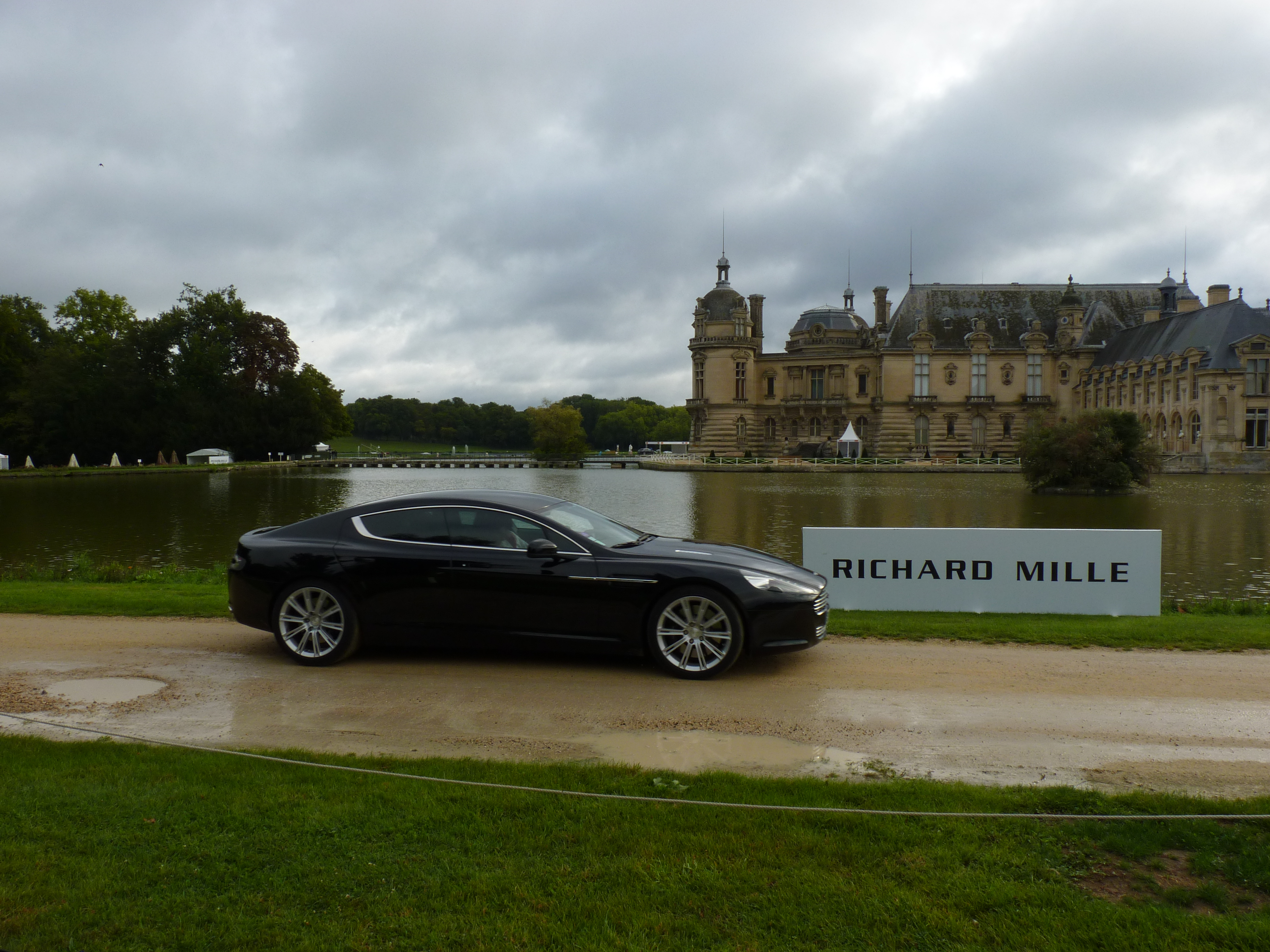
Chantilly Arts & Elegance Richard Mille.

- en juin, le dernier samedi : la « Course des quartiers à cheval » surnommée le « Palio de Chantilly » est une course hippique sur l'hippodrome entre six cavaliers portant les couleurs des six quartiers de la ville ;
- le 14 juillet : la « Fête des Canaux » (guinguettes et jeux le long de l'eau) est organisée le long du canal Saint-Jean ;
- début septembre, depuis 2014, se déroule le concours d'élégance automobile international du Chantilly Arts & Elegance Richard Mille dans le domaine du château.

### Chantilly et la littérature

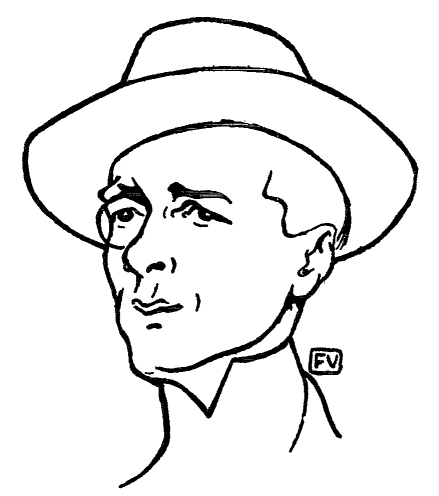
Marcel Boulenger
Portrait par Félix Vallotton
paru dans La Revue blanche en 1899.

Le château de Chantilly a accueilli de nombreux auteurs, protégés par les Condé, à commencer par Théophile de Viau, en 1626, logé au pavillon de Sylvie du château. En exil, il passe les derniers mois de sa vie au château, protégé par Marie-Félicie des Ursins. Il y rédige les Odes à la maison de Sylvie, surnom de l'épouse d'Henri II de Montmorency. On peut noter aussi le passage plus rapide de Jean Racine, Nicolas Boileau, Jean de La Bruyère, Jean de La Fontaine, Bossuet, Molière au château. L'abbé Prévost est l'un des premiers écrivains à résider de manière plus pérenne à Chantilly. Il vient passer les deux dernières années de sa vie (1762-1763) dans une maison située dans le parc du château (actuelle commune de Vineuil-Saint-Firmin). Il y écrit Lettre de Mentor à un jeune seigneur.
Au XIXe siècle, Chateaubriand réside en ville à l'hôtel des Postes à côté du Jeu de Paume en novembre 1838 et y rédige le livre seizième de ses Mémoires d'outre-tombe consacré à la mort du duc d'Enghien. Gérard de Nerval, originaire du Valois fait plusieurs passages et évoque la ville dans Les Filles du feu ainsi que dans Aurélia ou le rêve et la vie. Marcel Proust y effectue aussi un court séjour et évoque le Duc d'Aumale et la Ville dans Sodome et Gomorrhe. Au cours de la Première Guerre mondiale, le poète italien Gabriele D'Annunzio est reçu par l'écrivain cantilien Marcel Boulenger, auteur des Lettres de Chantilly (1907), dans une des maisons bordant la pelouse. Le premier s'inspire de ce séjour pour écrire Licenza (Envoi à la France en français, 1916) et le second écrit à la suite Le cœur au loin (1916). Jean Cocteau vient séjourner à plusieurs reprises à l'hôtel du Grand Condé, en février 1923 et à l'été 1927 notamment. À une époque plus récente, l'écrivain américain John Hawkes évoque la Ville dans son roman Innocence in extremis (1987).

### Chantilly et la peinture

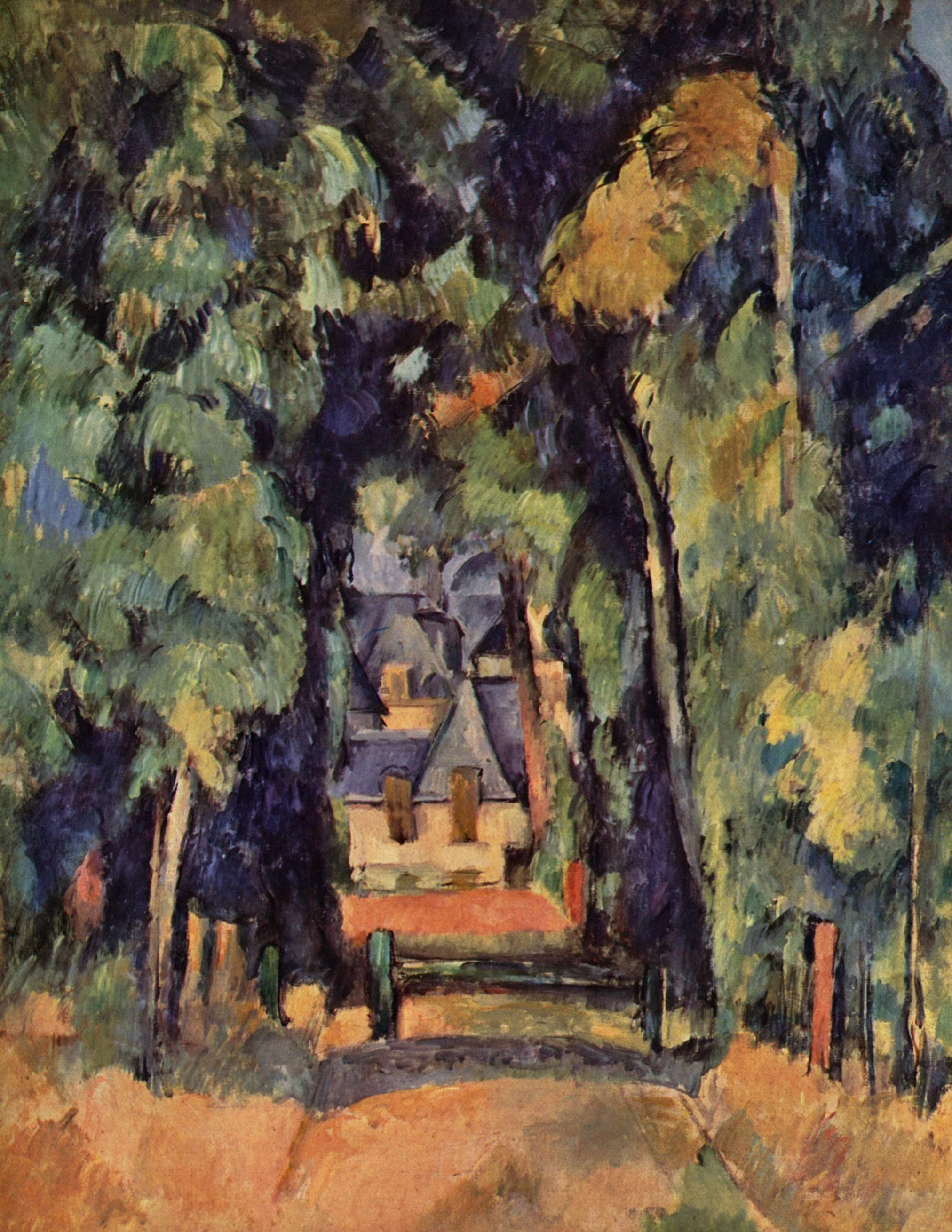
L'allée du bois Bourillon par Paul Cézanne (1888).

Sans compter les peintres intervenus dans les décorations du château, l'histoire de la ville note le passage de Jean-Baptiste-Camille Corot, qui a séjourné dans la commune voisine de Gouvieux. En 1885, Paul Cézanne séjourne cinq mois à l'hôtel Delacourt, dans l'actuelle avenue du Maréchal Joffre, et réalise un certain nombre de toiles et dessins représentant la ville et la forêt. En 1927, le critique d'art et galeriste allemand Wilhelm Uhde s'installe dans la ville après avoir résidé avant la guerre à Senlis. Il y contribue à faire connaître Séraphine de Senlis.

### Chantilly et le cinéma
Outre une trentaine de films et séries tournés au sein du château, une demi-douzaine aux Grandes Écuries et d'autres dans la forêt, plusieurs films ont pris pour cadre la ville elle-même et son agglomération, :
- Meurtres à Chantilly (2023), téléfilm de Marjolaine de Lecluse[231].
- Diane de Poitiers (2022), téléfilm de Josée Dayan
- The Gray Man (2021), film de Joe et Anthony Russo avec Ryan Gosling et Chris Evans.
- Les aventures du jeune Voltaire (2020), mini série TV française d'Alain Tasma avec Thomas Solivérès.
- Ala Vaikunthapurramuloo (en) (2020), film de Trivikram Srinivas.
- Illusions perdues (2019), film de Xavier Giannoli avec Cécile de France.
- Un peuple et son roi (2018), film de Pierre Schoeller avec Laurent Lafitte.
- Alad'2 (2018), film de Lionel Steketee avec Kev Adams.
- Les Saisons (2016), film de Jacques Perrin.
- Chinese Zodiac (2012), film de et avec Jackie Chan.
- Les Saveurs du palais (2012), film de Christian Vincent avec Catherine Frot et Jean d'Ormesson.
- Les Adieux à la reine (2012), film de Benoît Jacquot avec Léa Seydoux et Diane Kruger.
- L'Affaire Gordji, histoire d'une cohabitation (2012), téléfilm de Guillaume Nicloux.
- Nannerl, la sœur de Mozart (2010), film de René Féret.
- Rose et Noir (2009), film de et avec Gérard Jugnot.
- Nicolas Le Floch (2008), série télévisée d'après les romans de Jean-François Parot.
- Le Grand Meaulnes (2006), film de Jean-Daniel Verhaeghe avec Nicolas Duvauchelle et Jean-Baptiste Maunier.
- Lads and Jockeys (2008), documentaire réalisé au centre d'apprentissage Le Moulin à vent par Benjamin Marquet.
- Marie-Antoinette (2006), film de Sofia Coppola avec Kirsten Dunst.
- Jeanne Poisson, marquise de Pompadour (2006), téléfilm de Robin Davis avec Hélène de Fougerolles.
- Palais royal ! (2005), film de et avec Valérie Lemercier avec Catherine Deneuve et Lambert Wilson.
- Désiré Landru (2005), téléfilm de Pierre Boutron avec Patrick Timsit.
- Arsène Lupin (2004), film de Jean-Paul Salomé avec Romain Duris, Kristin Scott Thomas et Marie Bunel.
- Michel Vaillant (2003), film de Louis-Pascal Couvelaire avec Sagamore Stévenin, et tourné dans les environs de la ville.
- Le Jeune Casanova (2002), téléfilm de Giacomo Battiato avec Thierry Lhermitte.
- Vidocq (2001), film de Pitof avec Gérard Depardieu.
- Vatel (2000), film de Roland Joffé.
- La Fidélité (2000), film d'Andrzej Żuławski avec Sophie Marceau et Pascal Greggory.
- Sade (2000), film de Benoît Jacquot avec Daniel Auteuil, Isild Le Besco, Marianne Denicourt et Jeanne Balibar.
- Beaumarchais, l'insolent (1996), film d’Édouard Molinaro avec Fabrice Luchini, Sandrine Kiberlain, Michel Serrault et Judith Godrèche.
- Ridicule (1996), film de Patrice Leconte avec Jean Rochefort, Fanny Ardant, Charles Berling et Bernard Giraudeau.
- Jefferson à Paris (1994), film de James Ivory.
- Valmont (1989), film de Miloš Forman avec Colin Firth, Annette Bening et Meg Tilly.
- Dangereusement vôtre (1985), de la série des James Bond, incarné par Roger Moore et réalisé par John Glen, tourné outre au château et à l'hippodrome, dans l'avenue du Maréchal Joffre, notamment à la station service, et en forêt[232].
- Le Mors aux dents (1979), film de Laurent Heynemann avec Jacques Dutronc et Michel Piccoli.
- Train d'enfer (1984), film de Roger Hanin avec Gérard Klein et Robin Renucci et tourné à la gare de Chantilly - Gouvieux.
- Le Choix des armes (1981), d'Alain Corneau.
- L'Horoscope (1978), comédie réalisée par Jean Girault avec Alice Sapritch et Michel Galabru.
- Darling Lili (1970), comédie musicale de Blake Edwards avec Julie Andrews.
- Voyage à deux (1967), film de Stanley Donen avec Audrey Hepburn.
- Le Jour le plus long (1962), film de Ken Annakin avec John Wayne.
- Les Parisiennes (1962), film de Marc Allégret avec Claude Barma, Michel Boisrond et Jacques Poitrenaud.
- Le gentleman d'Epsom (1961) film de Gilles Grangier avec Jean Gabin et Louis de Funès.
- Le Bal des maudits (1958), film d'Edward Dmytryk avec Marlon Brando et Montgomery Clift.

### Chantilly et la philatélie
Deux oblitérations illustrées premier jour ont eu lieu à Chantilly lorsque l'administration postale a émis des timbres représentant le château, le 21 juin 1969 et le 24 février 2007.

## Personnalités liées à la commune

### Personnalités nées à Chantilly

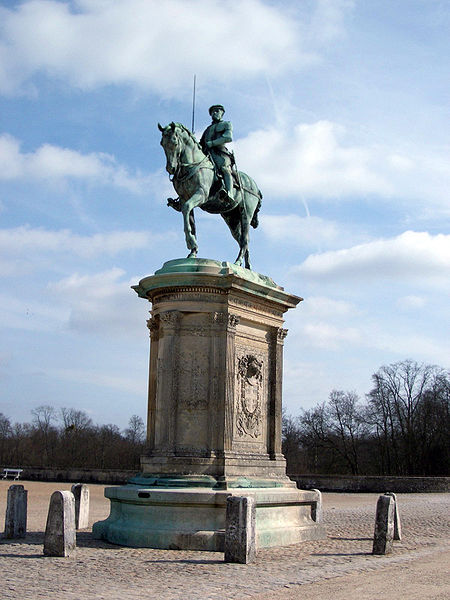
La statue du connétable de Montmorency au centre de la grande terrasse du château.

- Anne de Montmorency (1492-1567), grand maître de France, puis connétable.
- Louis Antoine de Bourbon-Condé, duc d'Enghien (1772-1804).
- Antoine Guillemet (1841-1918), artiste peintre.
- Jean de Laborde (1878-1977), amiral français ayant participé au sabordage de la flotte française à Toulon.
- Alfred Aston (1912-2003), footballeur international français.
- Jacques Cooper (1931-2024), styliste français.
- Daunik Lazro (1945), saxophoniste de jazz.
- Louis Friard (1870-1950), ingénieur et homme d'affaires.

### Personnalités ayant vécu ou vivant à Chantilly
- Pierre d'Orgemont, constructeur du premier château connu
- François Vatel (1631-1671), maître d'hôtel français et inventeur présumé de la crème chantilly, décédé à Chantilly
- Henri Jules de Bourbon-Condé (1643-1709), fondateur de la paroisse de Chantilly
- Louis IV Henri de Bourbon-Condé (1692-1741), homme d'État et seigneur de Chantilly, constructeur des Grandes Écuries
- Joseph Candeille (1744-1827), compositeur et chanteur lyrique, décédé dans la ville

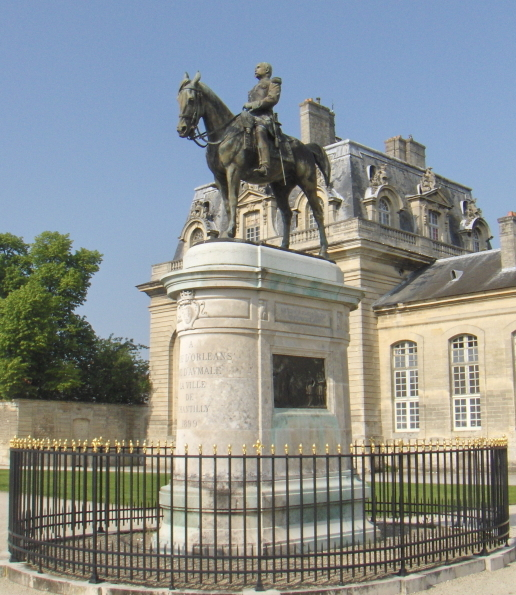
La statue équestre d'Henri d'Orléans dans l'hémicycle du duc d'Aumale, à proximité des Grandes Écuries.

- Bertrand Bessières (1773-1854), général napoléonien, résidant et décédé dans la ville[233]
- Henriette Méric-Lalande (1799-1867) et Laure Cinti-Damoreau (1801-1863), chanteuses lyriques, retirées et décédées dans la ville
- Henri d'Orléans, Duc d'Aumale (1822-1897), cinquième fils de Louis-Philippe Ier, dernier seigneur de la ville
- Léopold Delisle (1826-1910), bibliothécaire et historien français, retiré dans la commune et à l'occasion bibliothécaire du Musée Condé
- Félix Bollaert (1855-1936), directeur commercial des mines de Lens, beau-frère du maire Omer Vallon, résidant rue de Gouvieux et enterré au cimetière Bourillon[233]
- Abel Hermant (1862-1950), écrivain académicien retiré à Chantilly après sa réclusion pour collaboration[233]
- Alfred Heurtaux (1893-1985), militaire et résistant, décédé dans la commune
- Nadejda Petrovna de Russie (1898-1988), princesse russe, retirée dans la commune
- Émilien Amaury (1909-1977), fondateur du journal Le Parisien, décédé d'un accident de cheval en forêt et enterré au cimetière Saint-Pierre[233]
- Jean Neuberth (1915-1996), artiste peintre, décédé dans la commune
- Jean Bruce (1921-1963), romancier d'espionnage, père d'OSS 117, ayant vécu avenue du Général Leclerc et enterré au cimetière Saint-Pierre[233]
- Éric Woerth (1956), ancien maire et ancien ministre du Budget puis ministre du Travail, de la Solidarité et de la Fonction publique

### Héraldique
| Armes de Chantilly | Les armes de Chantilly se blasonnent ainsi : D'azur à un cor de chasse d'or, au chef de gueules semé d'arbres d'argent. Les arbres représentés en chef évoquent les tilleuls qui auraient selon la légende donné leur nom à la ville. La trompe de chasse rappelle la présence de la forêt et la vénerie. |

### Iconographie

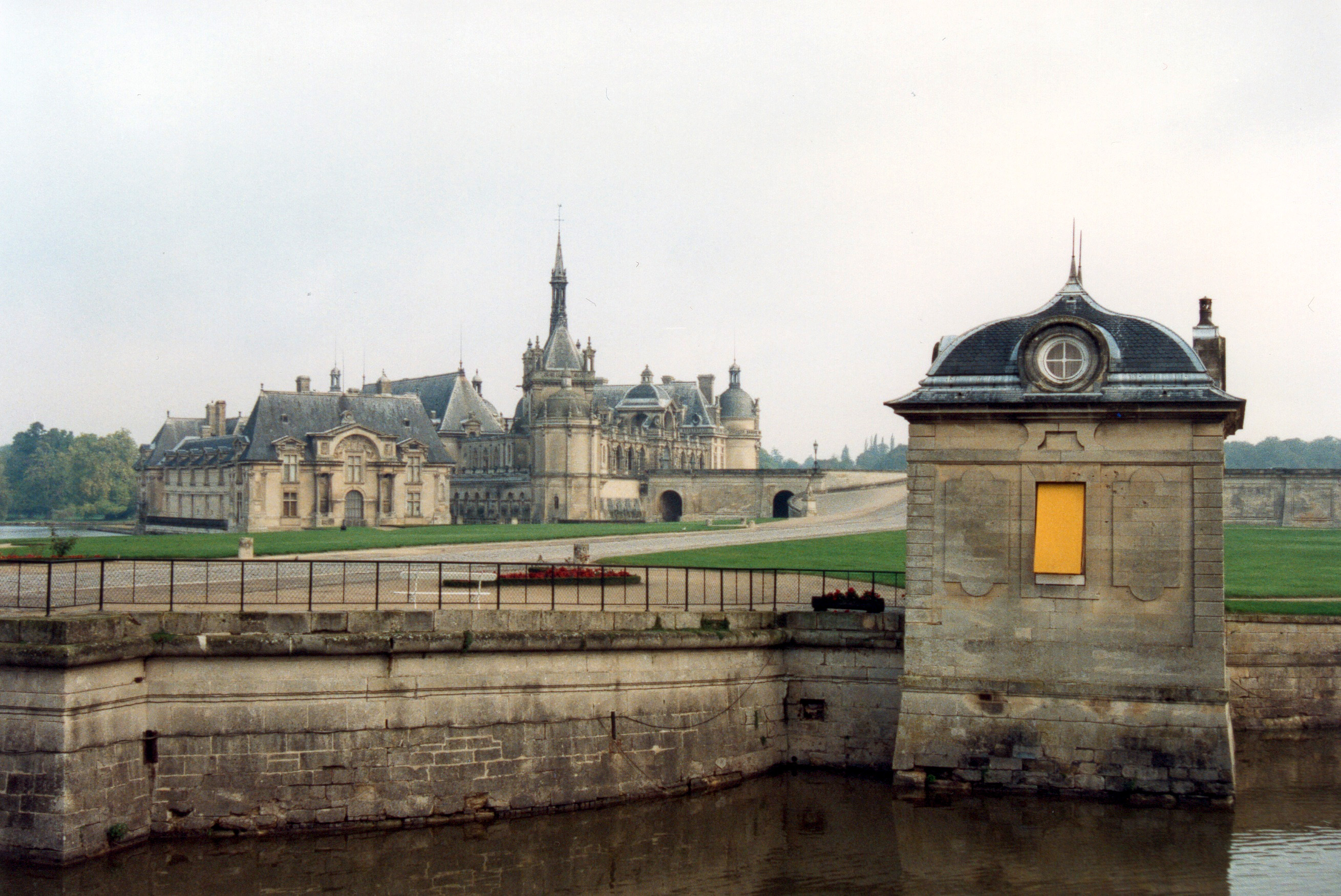
Le château de Chantilly vu de la grille d'honneur.
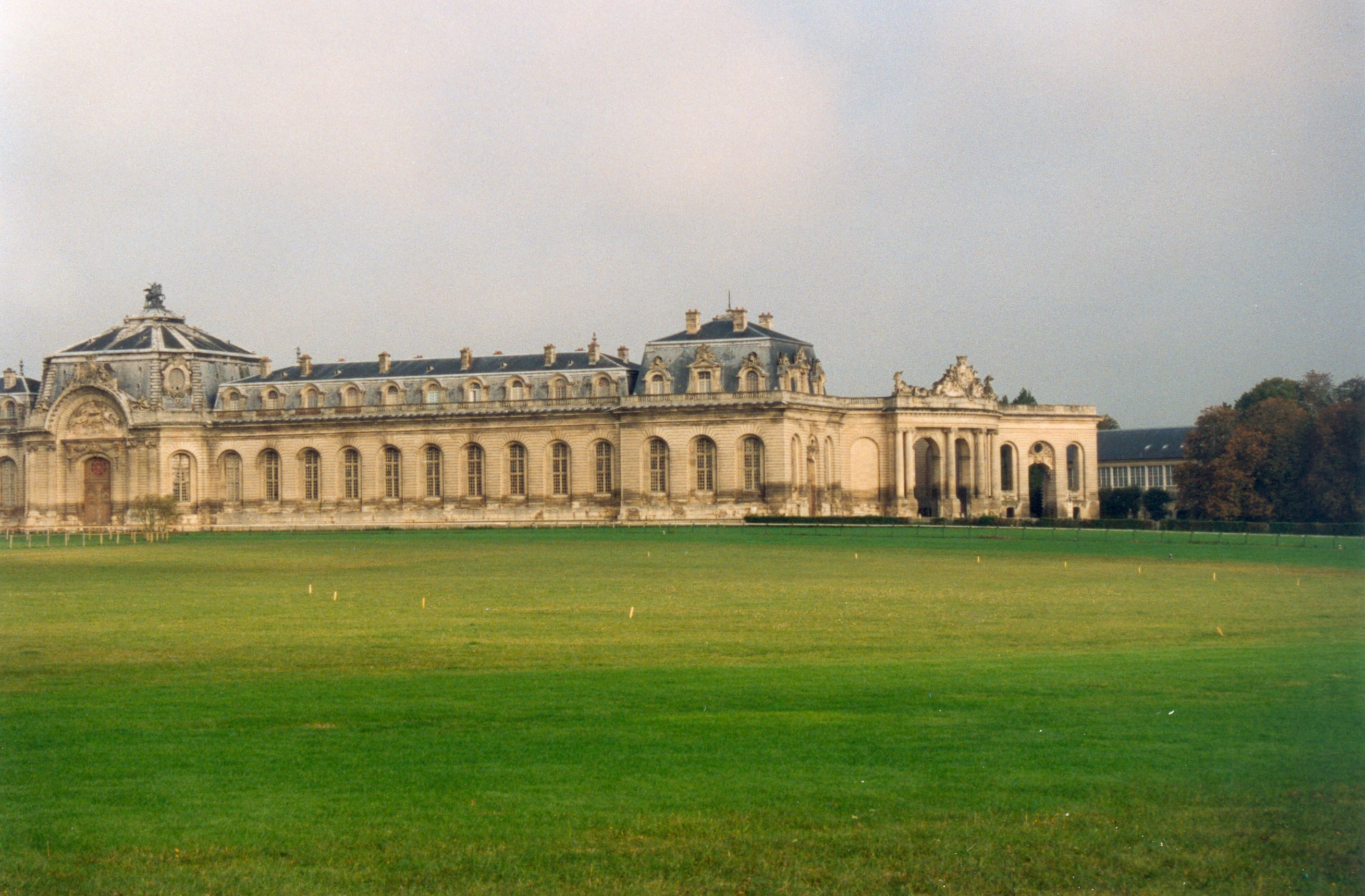
Les Grandes Écuries (musée vivant du cheval).
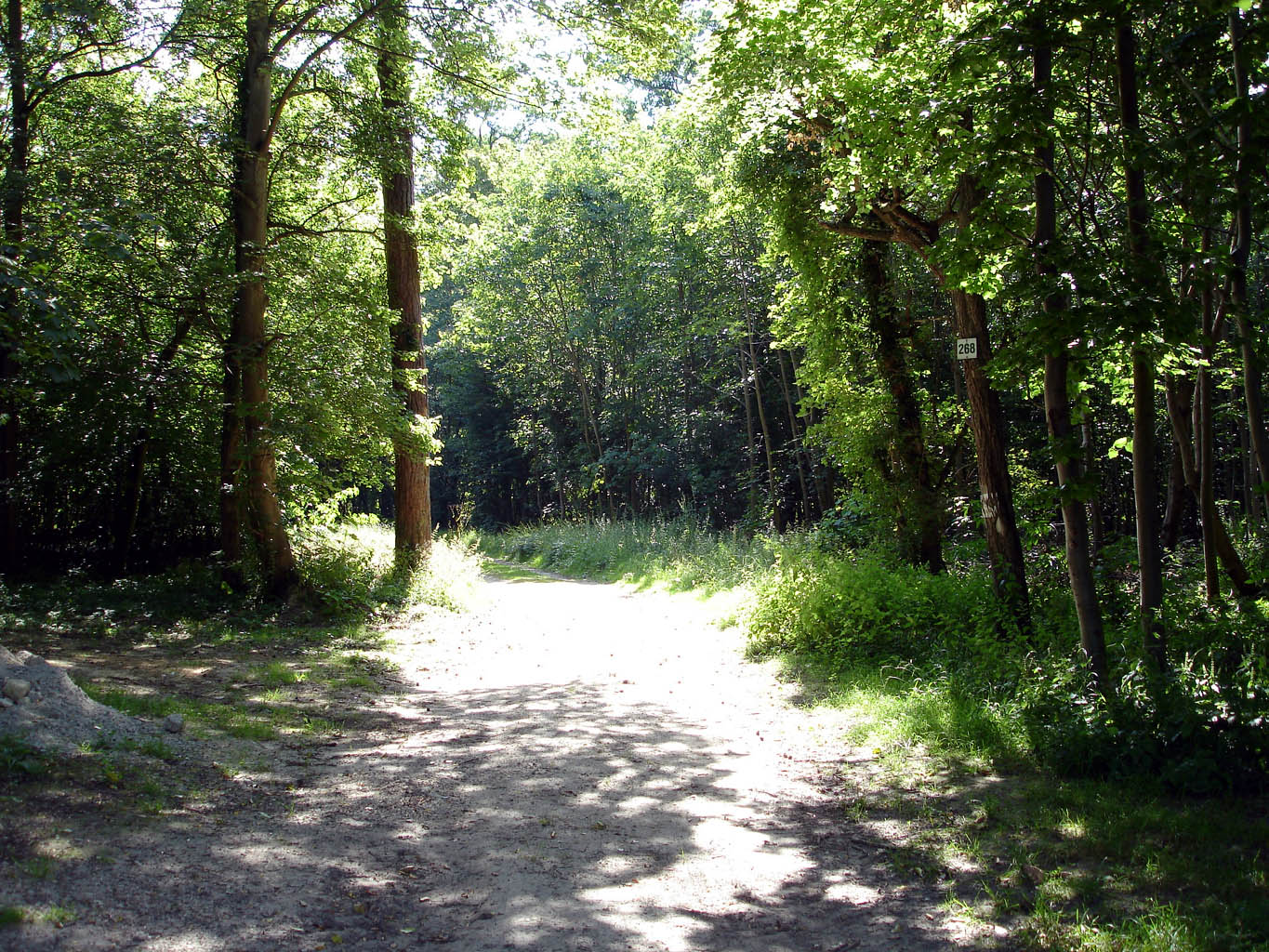
Une allée dans la forêt de Chantilly.
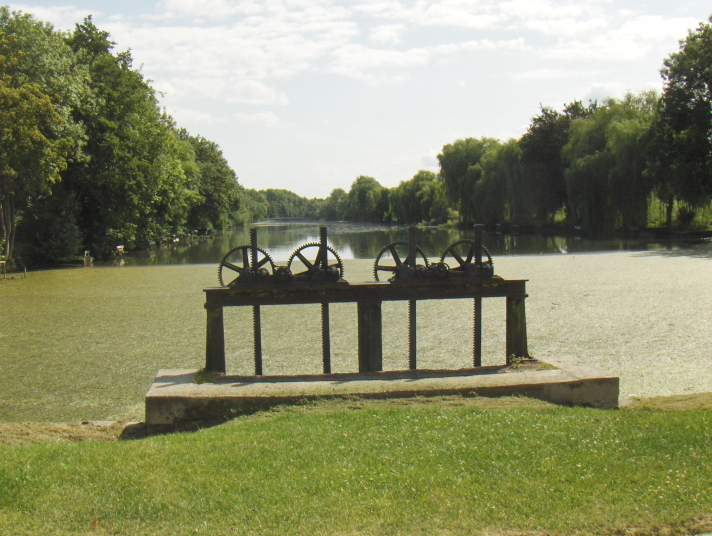
Grand Canal de Chantilly.